# Star Wars
Star Wars ist ein Film-Franchise, dessen Geschichte mit dem 1977 erschienenen Kinofilm Krieg der Sterne (Originaltitel: Star Wars) begann. Schöpfer von Star Wars ist der Drehbuchautor, Produzent und Regisseur George Lucas. Im Jahr 2012 verkaufte Lucas seine Firma Lucasfilm, mitsamt den Rechten an Star Wars, an die Walt Disney Company.
Im Kern besteht Star Wars aus drei Filmtrilogien: der Originaltrilogie, die neben Krieg der Sterne (heutiger Titel Eine neue Hoffnung) die Filme Das Imperium schlägt zurück (1980) und Die Rückkehr der Jedi-Ritter (1983) umfasst; der Prequel-Trilogie, die in der Zeit vor der Originaltrilogie spielt, mit den Filmen Die dunkle Bedrohung (1999), Angriff der Klonkrieger (2002) und Die Rache der Sith (2005); und der Sequel-Trilogie mit den Filmen Das Erwachen der Macht (2015), Die letzten Jedi (2017) und Der Aufstieg Skywalkers (2019).
Star Wars wird unter anderem in das Genre Space Opera und als Heldenepos eingeordnet. Die Filme spielen im fiktiven Universum einer fernen Vergangenheit und handeln vom andauernden Kampf zwischen Gut und Böse – zwei Seiten, die durch die Helle und durch die Dunkle Seite der Macht repräsentiert werden. Die ersten beiden Trilogien erzählen im Wesentlichen vom Untergang der Galaktischen Republik, vom Aufstieg des Galaktischen Imperiums und von der erfolgreichen Revolution gegen das Imperium durch die früheren Anführer der Republik. Vorbilder und Inspirationsquellen für Star Wars waren Werke aus der Popkultur, darunter solche des Regisseurs Akira Kurosawa, des Autors Isaac Asimov, und aus der Mythentheorie von Joseph Campbell, insbesondere sein Konzept der Heldenreise.
Die Star-Wars-Saga ist nach dem Marvel Cinematic Universe (beide Walt Disney Company) die zweiterfolgreichste Filmreihe der Filmgeschichte, gemessen am Einspielergebnis von bisher über 10,3 Milliarden US-Dollar. Weiterhin gehören zum Star-Wars-Franchise zahlreiche Serien, mehr als 250 Romane sowie Comics, Spielzeug und zahllose andere Merchandising-Produkte. Bis einschließlich 2018 wurde mit dem Verkauf von Produkten der Marke Star Wars ein Erlös von umgerechnet rund 70 Milliarden Dollar erzielt. Damit ist Star Wars das erfolgreichste Film-Merchandising-Franchise der Welt und steht im Guinness-World-Records-Buch. Zu den zahlreichen Auszeichnungen der Filme gehören auch zehn Oscars.
Neben den Filmen der drei Trilogien der Skywalker-Saga kamen im Dezember 2016 mit Rogue One: A Star Wars Story und im Mai 2018 mit Solo: A Star Wars Story zwei Ableger in die Kinos. 
Auf dem hauseigenen Streaming-Dienst Disney+ werden nun seit 2019 fortlaufend neue Serien veröffentlicht, unter anderem The Mandalorian (seit 2019), die abschließende Staffel von The Clone Wars (2020), Star Wars: The Bad Batch (2021–2024), Star Wars: Visionen (seit 2021), Das Buch von Boba Fett (2021–2022), Obi-Wan Kenobi (2022), Andor (2022–2025), Star Wars: Geschichten (seit 2022), Ahsoka (seit 2023), The Acolyte (2024) und Star Wars: Skeleton Crew (2024–2025). 
Seit April 2023 ist bekannt, dass seitens Lucasfilm und Disney drei neue Star-Wars-Kinofilme in Arbeit sind. Als Regisseure für je einen Film wurden James Mangold, Dave Filoni und Sharmeen Obaid-Chinoy verpflichtet. Mangolds Film soll als Bibelepos im Stile von Die Zehn Gebote (1956) die Entstehungsgeschichte des Jedi-Ordens behandeln. Der Film von Obaid-Chinoy wird Daisy Ridley als Rey Skywalker aus der Sequel-Trilogie zurückbringen und zeigen, wie diese den Jedi-Orden nach den Ereignissen von Der Aufstieg Skywalkers, dem letzten Teil der regulären neun Filmepisoden, wieder aufbauen wird. Filonis Film hingegen soll als Abschluss des Star-Wars-Fernsehserien-Kosmos, bestehend aus The Mandalorian, Das Buch von Boba Fett und Ahsoka fungieren.
Unter der Regie von Jon Favreau soll am 21. Mai 2026 der Film The Mandalorian and Grogu in den Kinos starten, der die Geschichte der Titelhelden Din Djarin und Din Grogu nach den Ereignissen der dritten The-Mandalorian-Staffel weitererzählt.
Im April 2025 wurde für Mai 2027 der Film Star Wars: Starfighter von Shawn Levy, mit Ryan Gosling in der Hauptrolle angekündigt.

## Überblick über die Hauptfilme
Den Kern von Star Wars stellen drei Filmtrilogien dar. Die zwischen 1977 und 1983 erstveröffentlichten drei Filme bilden gemeinsam die Original-Trilogie. In späteren Jahren erhielten diese Filme neue Titel, in denen sie mit den römischen Zahlen IV, V und VI nummeriert sind. Die zwischen 1999 und 2005 erstmals erschienenen drei Filme tragen im Titel die Episoden-Nummern I, II und III und bilden die Prequel-Trilogie, die die Vorgeschichte der Original-Trilogie erzählt. Der 2015 erschienene Film Das Erwachen der Macht ist der Auftakt der Sequel-Trilogie, die mit ihrer Handlung auf die der Original-Trilogie folgt und die „Skywalker“-Saga beendet. Zudem wurden von Disney für den 18. Dezember 2026 und den 17. Dezember 2027 zwei Termine für neue, noch unbetitelte Filme festgelegt.
| Trilogie           | Jahr | Deutscher Titel                                                                             | Originaltitel                                                                    | Chronologie | Regie            |
| ------------------ | ---- | ------------------------------------------------------------------------------------------- | -------------------------------------------------------------------------------- | ----------- | ---------------- |
| Original- Trilogie | 1977 | Krieg der Sterne (später: Star Wars: Episode IV – Eine neue Hoffnung)                       | Star Wars (später: Star Wars: Episode IV – A New Hope)                           | 4           | George Lucas     |
| Original- Trilogie | 1980 | Das Imperium schlägt zurück (später: Star Wars: Episode V – Das Imperium schlägt zurück)    | The Empire Strikes Back (später: Star Wars: Episode V – The Empire Strikes Back) | 5           | Irvin Kershner   |
| Original- Trilogie | 1983 | Die Rückkehr der Jedi-Ritter (später: Star Wars: Episode VI – Die Rückkehr der Jedi-Ritter) | Return of the Jedi (später: Star Wars: Episode VI – Return of the Jedi)          | 6           | Richard Marquand |
| Prequel- Trilogie  | 1999 | Star Wars: Episode I – Die dunkle Bedrohung                                                 | Star Wars: Episode I – The Phantom Menace                                        | 1           | George Lucas     |
| Prequel- Trilogie  | 2002 | Star Wars: Episode II – Angriff der Klonkrieger                                             | Star Wars: Episode II – Attack of the Clones                                     | 2           | George Lucas     |
| Prequel- Trilogie  | 2005 | Star Wars: Episode III – Die Rache der Sith                                                 | Star Wars: Episode III – Revenge of the Sith                                     | 3           | George Lucas     |
| Sequel- Trilogie   | 2015 | Star Wars: Das Erwachen der Macht                                                           | Star Wars: The Force Awakens                                                     | 7           | J. J. Abrams     |
| Sequel- Trilogie   | 2017 | Star Wars: Die letzten Jedi                                                                 | Star Wars: The Last Jedi                                                         | 8           | Rian Johnson     |
| Sequel- Trilogie   | 2019 | Star Wars: Der Aufstieg Skywalkers                                                          | Star Wars: The Rise of Skywalker                                                 | 9           | J. J. Abrams     |

## Handlung der Hauptfilme
Ein prägendes Element der Filme ist die Macht (im englischen Original: The Force). Sie wird in den originalen Star-Wars-Filmen von Obi-Wan Kenobi als ein alles durchdringendes Energiefeld beschrieben, das das Universum zusammenhält. Diejenigen, die die Gabe besitzen, die Macht effektiv anzuwenden, verfügen über Kräfte wie Telepathie, Telekinese, Hellsicht oder geistige Beeinflussung anderer Lebewesen. Im Wesentlichen geht es in der Filmreihe um den ständigen Kampf zwischen Gut und Böse. Dieser Kampf spiegelt sich im Konflikt zwischen demokratisch orientierten und tyrannischen Figuren wider.

### Episoden I–III

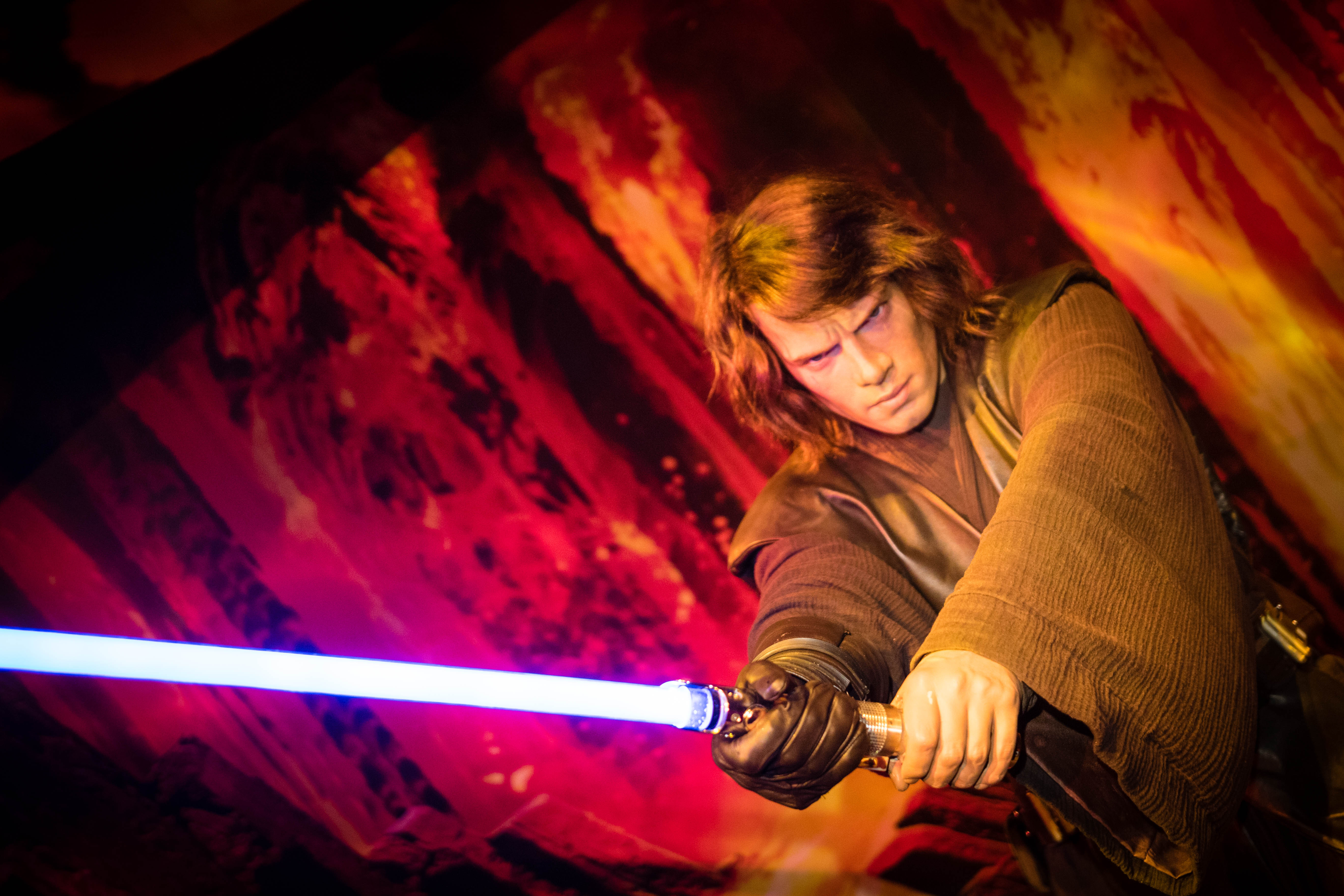
Anakin Skywalker schloss sich während der Prequel-Trilogie der dunklen Seite der Macht an (Hayden Christensen als Anakin Skywalker bei Madame Tussauds in London).

Die Skywalker-Saga, wie die 9 Hauptfilme des Franchises auch genannt werden, spielt in einer fiktiven Galaxie, in der sich eine Vielzahl bewohnter Sternsysteme, die miteinander in Kontakt stehen, befindet. Der Großteil dieser Systeme hat sich zur Republik zusammengeschlossen, einer demokratischen Föderation, die vom Galaktischen Senat auf dem Planeten Coruscant regiert wird. Die Republik verfügt zunächst über kein Militär, dafür stehen ihr die Jedi-Ritter, ein mystischer Kriegerorden, dessen Ziel die Bewahrung von Frieden in der Galaxis ist, zur Seite.
Diese Ordnung versucht das Senatsmitglied Sheev Palpatine zu stürzen und durch eine Diktatur unter seiner Herrschaft zu ersetzen. Um die Republik zu destabilisieren, organisiert er im Verborgenen als Sith-Lord Darth Sidious Widerstand gegen die Republik. Zunächst paktiert er mit der Handelsföderation, einer Handelsorganisation, die über erhebliche militärische Mittel verfügt. Er beauftragt sie, den Planeten Naboo erst zu blockieren und dann zu besetzen. Dies resultiert in einer politischen Krise der Republik, in deren Rahmen Palpatine sich zum Oberhaupt der Republik, dem Kanzler, wählen lässt.
Inzwischen sind die Jedi Qui-Gon Jinn und Obi-Wan Kenobi nach Naboo gereist, um das Königshaus zu evakuieren. Bei ihrer Flucht treffen sie auf den jungen Anakin Skywalker, in dem Qui-Gon das Potenzial eines mächtigen Jedi erkennt. Er nimmt an, Anakin werde eine alte Prophezeiung der Jedi erfüllen, welche besagt, dass irgendwann ein mächtiger Jedi kommen und die Sith, die Gegenspieler der Jedi, vernichten werde. Daraufhin wird Skywalker zum Jedi ausgebildet. Währenddessen gelingt es einem republikanischen Stoßtrupp, die Besetzung der Handelsföderation zu beenden und Naboo zu befreien.
Sidious regt verschiedene Organisationen und Gruppierungen dazu an, sich von der Republik abzuwenden und sich zu einer Separatistenallianz zu formieren. Dazu rekrutiert er den ehemaligen Jedi Count Dooku, der fortan neue Anhänger für die Separatisten anwirbt. Deren wachsende politische und militärische Stärke gipfelt in der Schlacht von Geonosis, dem Beginn eines Krieges zwischen Republik und Separatisten. Im Verlauf dieses Krieges erlangt Palpatine mittels Sondervollmachten eine diktatorische Stellung in der Republik.
Anakin Skywalker wurde inzwischen zu einem Jedi ausgebildet und stieg zu einem geachteten General auf. Parallel begann er eine geheime Liebesbeziehung mit der Senatorin Padmé Amidala. Derartige Beziehungen widersprechen jedoch den Prinzipien der Jedi, die enge persönliche Bindungen ablehnen. Während die Republik allmählich die Oberhand im Krieg gewinnt und Count Dooku von Anakin Skywalker in einer Schlacht getötet wird, versucht Palpatine, Skywalker für sich zu gewinnen. Dazu nutzt er in erster Linie dessen Sorge, dass Padmé bei der Geburt ihres gemeinsamen Kindes sterben würde. Er stellt Skywalker in Aussicht, das Leben seiner Frau retten zu können, wenn jener einige Lehren der Sith annimmt.
Als Anakin dabei in Palpatine den Sith Darth Sidious erkennt, informiert er den Jedi-Rat. Dieser versucht daraufhin, Palpatine unter Arrest zu stellen. Dieser tötet drei der vier Jedi und wird anschließend vom letzten Überlebenden, Meister Windu, überwältigt. Daraufhin greift Anakin in das Duell ein und entwaffnet Windu, der infolgedessen von Palpatine umgebracht wird. Palpatine erklärt Skywalker, wie er seine Frau retten kann. Im Gegenzug willigt Anakin ein, unter dem Namen Darth Vader als dessen Schüler zu dienen. Anschließend beauftragt er ihn, die Jedi auf Coruscant zu töten. Dazu marschiert er mit Klontruppen – der Armee der Republik – in den Jedi-Tempel ein und erobert diesen. Gleichzeitig greifen die Klonsoldaten galaxisweit die sie begleitenden Jedi an. Nur die wenigsten Jedi überleben diese Angriffe, darunter Obi-Wan und Yoda. Palpatine erklärt daraufhin die Jedi zu Staatsfeinden und formt die Republik zu einer Militärdiktatur um.
In der Zwischenzeit eliminiert Vader die verbliebenen Anführer der Separatisten. In der Annahme, dass Anakin ein Sith geworden ist, verfolgt Obi-Wan ihn und versucht, ihn auszuschalten. Es gelingt ihm, Anakin schwer zu verwunden. In der Annahme, dass er bald daraufhin seinen Verletzungen erliegen werde, lässt Obi-Wan ihn zurück.
Senator Bail Organa, Yoda und Obi-Wan treffen sich kurz darauf in einem Versteck, wo Padmé Zwillinge zur Welt bringt und ihnen die Namen Luke und Leia gibt. Obi-Wan und Yoda beschließen, die Kinder nach dem auf die Geburt folgenden Tod ihrer Mutter zu trennen, um sie vor dem Imperator zu verbergen. Kenobi begleitet Luke nach Tatooine, wo dieser bei seinem Onkel Owen und dessen Frau Beru Lars aufwächst, während Bail Organa Leia mit nach Alderaan nimmt und dort aufzieht.
Währenddessen wird der schwerverletzte Darth Vader von Imperator Palpatine gerettet. Die folgende Notoperation macht ihn zu einem maschinenähnlichen Wesen, da Vader auf einen lebenserhaltenden Anzug angewiesen ist. Palpatine hat inzwischen mit einer massiven Aufrüstung begonnen, an deren Spitze die Raumstation Todesstern steht.

### Episoden IV–VI

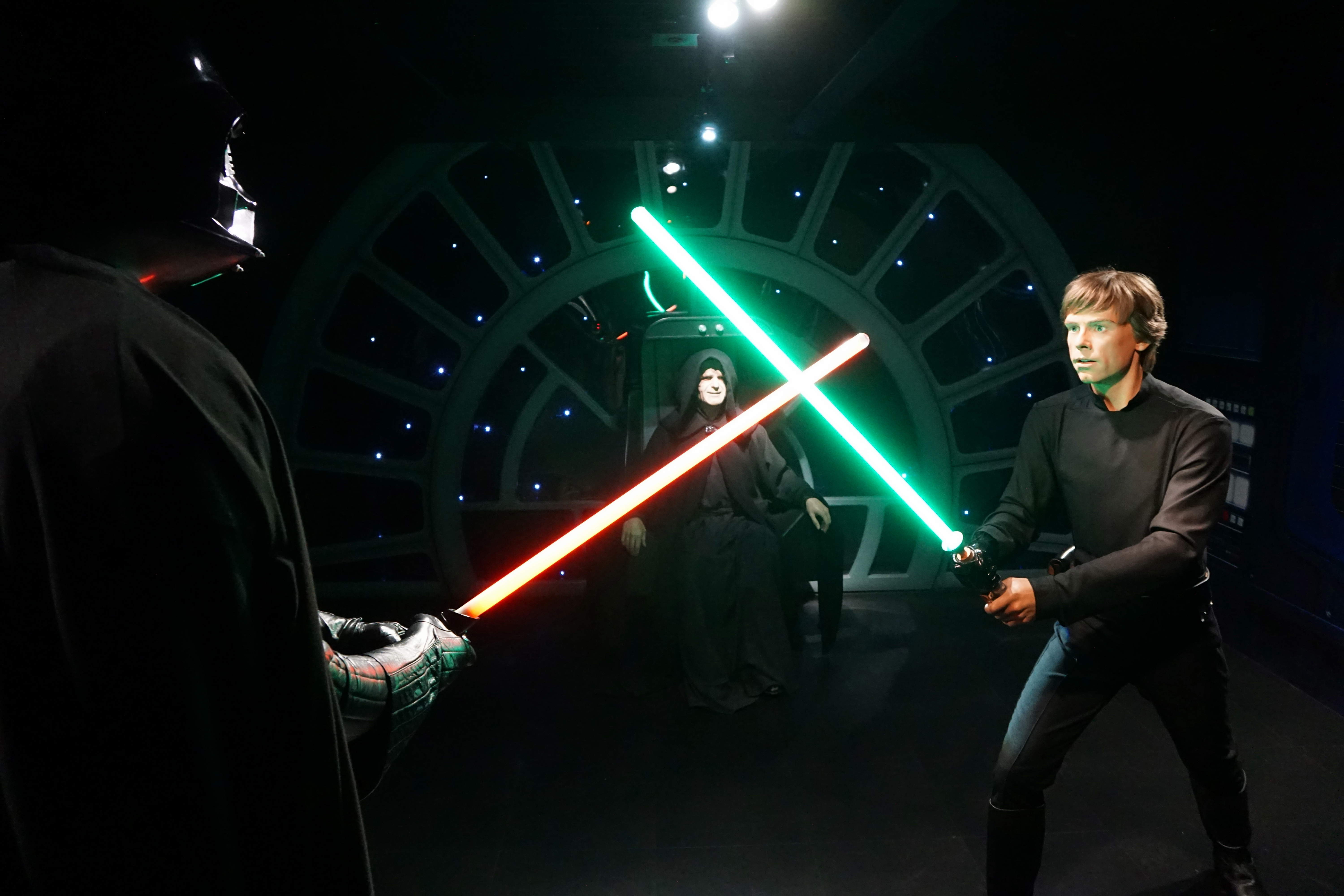
Luke Skywalker, Darth Vader und der Imperator in Die Rückkehr der Jedi-Ritter

Episode IV setzt 19 Jahre nach diesen Ereignissen ein. Gegen Palpatines Diktatur hat sich Widerstand in Form der Rebellenallianz formiert, der sich die Wiederherstellung der Republik zum Ziel gesetzt hat.
Die Rebellen haben die Baupläne des Todessterns gestohlen, um diesen zu zerstören. Bei dem Versuch von Prinzessin Leia, diese Pläne nach Alderaan zu ihrem Vater, einem der Gründungsmitglieder der Rebellion, zu überbringen, wird ihr Schiff von einem imperialen Kreuzer über dem Planeten Tatooine abgefangen. Imperiale Truppen entern das Schiff und verhaften Leia. Kurz zuvor gelang es ihr jedoch, die Pläne den Droiden R2-D2 und C-3PO zu übergeben und sie mit einer Rettungskapsel nach Tatooine zu schicken.
Luke Skywalker, der nichts über seine Herkunft weiß, entdeckt diese Droiden und stößt zufällig auf eine von Leia hinterlassene Nachricht, die einen Hilferuf an Obi-Wan Kenobi enthält. Luke sucht und findet Kenobi daraufhin, der sich als Eremit auf Tatooine niedergelassen hat. Der Jedi-Ritter Kenobi erzählt Luke auszugsweise von dessen Herkunft, wobei er verschweigt, dass Vader sein Vater ist. Er übergibt ihm allerdings dessen Lichtschwert. Luke ist zunächst zögerlich, bis ein imperialer Suchtrupp auf der Suche nach den beiden Droiden die Farm von Lukes Stiefonkel und dessen Frau angreift und diese tötet. Obi-Wan und Luke beschließen daraufhin, die Pläne zu Leias Vater nach Alderaan zu bringen. Dazu heuert Obi-Wan die Schmuggler Han Solo und Chewbacca an.
Als die Gruppe im Alderaan-System eintrifft, finden sie dort jedoch nur Planetentrümmer und den Todesstern vor. Der Planet wurde zuvor durch die Kampfstation zerstört, um Leia dazu zu bewegen, den Standort der Rebellenbasis zu verraten. Daraufhin wird Solos Schiff, der Millennium Falke, per Traktorstrahl an Bord des Todessterns gezogen. Dort gelingt es Luke, Han, Chewbacca und den beiden Droiden, die Prinzessin zu befreien. Kenobi deaktiviert inzwischen den Fangstrahl, lenkt die Aufmerksamkeit Vaders auf sich, und lässt sich schließlich von ihm töten, um den anderen die Flucht zu ermöglichen. Dies gelingt, allerdings ließ Vader vorher einen Peilsender am Falken anbringen, mit dessen Hilfe die Imperialen den Standort der Rebellenbasis auf Yavin IV ermitteln. Dort kommt es zu einem Gefecht zwischen einer Sternjägerflotte der Rebellen und dem Todesstern, in dessen Folge die Kampfstation durch Luke Skywalker zerstört wird.
Die Rebellen ziehen sich daraufhin von Yavin zurück und schlagen auf dem Eisplaneten Hoth ein neues Lager auf. Als das Imperium diese Basis entdeckt und angreift, sind die unterlegenen Rebellen gezwungen, vom Planeten zu fliehen. Während Luke nach Dagobah reist, um sich dort von Jedi-Meister Yoda zum Jedi ausbilden zu lassen, fliehen Leia und Han in die Wolkenstadt Bespin, deren Administrator Lando Calrissian ein alter Freund von Han ist. Dort werden sie von Vader, der zuvor auf Bespin eintraf, verhaftet und als Geiseln genutzt, um Luke herzulocken. Diesen will Vader, der inzwischen erkannt hat, dass Luke sein Sohn ist, auf seine Seite ziehen. Durch die Macht erfährt Luke von der Not seiner Freunde und eilt entgegen Yodas Rat nach Bespin, wo er sich Vader in einem Kampf stellt. Vader ist Skywalker deutlich überlegen und verwundet ihn. Daraufhin erklärt er ihm, dass er sein Vater sei, und fordert ihn auf, mit ihm zusammen die Macht im Universum zu ergreifen. Luke stürzt sich daraufhin entsetzt in einen Schacht. Gleichzeitig hatte Calrissian Leia, Chewbacca, R2-D2 und C-3PO zur Flucht aus der Stadt verholfen; Leia hört den Hilferuf Lukes, die drei kehren um und nehmen ihn an Bord.
Han wird inzwischen dem Kopfgeldjäger Boba Fett übergeben, der ihn zum Palast des Verbrecherlords Jabba auf Tatooine bringt, da Han Jabba Geld schuldete. Einige Zeit später gelingt es Luke gemeinsam mit Lando und Leia, Han aus Jabbas Palast zu befreien. Im Anschluss fliegt Luke nochmals nach Dagobah, wo Yoda ihm mitteilt, dass er keine weitere Ausbildung benötigt und zum Jedi werden kann, indem er Vader besiegt. Yoda entschläft daraufhin und Luke erfährt durch den Machtgeist von Obi-Wan Kenobi, dass Leia seine Zwillingsschwester ist.
Das Imperium baut währenddessen einen zweiten Todesstern über dem Waldmond Endor. Die Rebellen planen, die Station anzugreifen und den Imperator, der den Bau beaufsichtigt, zu töten. Luke will im Rahmen dieses Einsatzes seinen Vater vom Imperator abwenden. Er stellt sich Vader und lässt sich von ihm zum Imperator bringen. Dort versucht Palpatine, ihn auf die Dunkle Seite zu ziehen. Skywalker lehnt ab und versucht, den Imperator zu töten, dabei stellt sich ihm Vader jedoch in den Weg. Während des Kampfes versucht Luke ihn vergeblich davon zu überzeugen, wieder ein Jedi zu werden. Vader erfährt stattdessen, dass Leia Lukes Schwester ist. Daraufhin streckt Luke ihn nieder. Der Imperator fordert Luke nun auf, Vader hinzurichten und dessen Platz einzunehmen. Als Luke ablehnt, setzt der Imperator dazu an, ihn zu töten. Der verletzte Vader greift ein, um seinen Sohn zu retten und stürzt den Imperator in den Reaktorschacht des Todessterns. Noch auf der Station erliegt Vader seinen Verletzungen und den Schäden, die sein Lebenserhaltungsanzug genommen hat. Luke flieht daraufhin von der Station und bestattet seinen Vater auf Endor.
Währenddessen gelingt es Han, Leia und Chewbacca auf Endor mithilfe der einheimischen Ewoks den dort stationierten Schutzschildgenerator des Todessterns zu deaktivieren. Dadurch ermöglichen sie es einem Kampfgeschwader der Rebellen, die Kampfstation zu zerstören. Der Sieg auf Endor führt schließlich zum Ende des galaktischen Bürgerkriegs und zum Zusammenbruch des Imperiums.

### Episode VII–IX

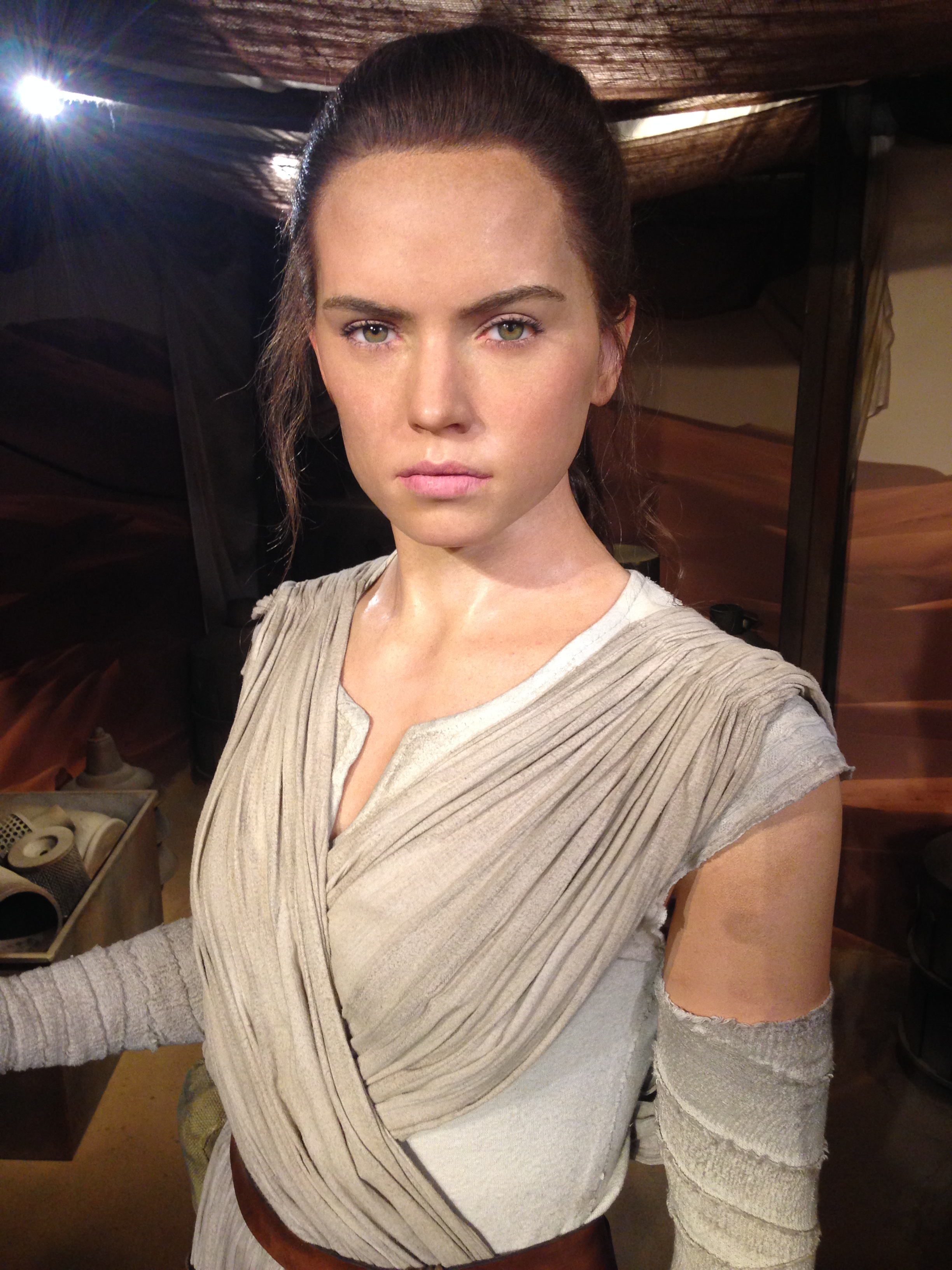
Rey, Protagonistin der Sequel-Trilogie (Wachsfigur bei Madame Tussauds in London)

Nach der Schlacht von Endor ist das Imperium stark geschwächt. Der Bürgerkrieg zwischen dem Imperium und der Rebellion, die nach Endor die neue Republik ausgerufen haben, hält ein weiteres Jahr an. Bei der Schlacht von Jakku wird das Imperium weiter stark dezimiert und die Überreste ziehen sich nach einem Plan Palpatines in die Unbekannten Regionen zurück. Es beginnt eine Epoche des Friedens, in der sich aus den imperialen Überresten, Kriegerkasten und imperiumsgetreuen Senatoren der neuen Republik eine militärische Splittergruppe namens Erste Ordnung unter Führung des Obersten Anführers Snoke bildet. Dieser ist ein geschaffenes und gesteuertes Werkzeug Imperator Palpatines, welchem es unbemerkt vor den Augen der Öffentlichkeit gelungen ist, sich auf der Sith-Welt Exegol in einem Klonkörper, an Maschinen angeschlossen, künstlich am Leben zu erhalten und sein Ziel der absoluten Herrschaft weiterzuverfolgen. Palpatine lässt im Verborgenen an seinem finalen Plan in Form einer riesigen Sternenzerstörer-Flotte arbeiten, während er die Galaxis mit der von ihm initiierten Ersten Ordnung erneut in einen bewaffneten Konflikt stürzt. Da die Republik die Bedrohung durch die Erste Ordnung nicht ernst nimmt, gründet Leia Organa zu deren Schutz den Widerstand. Luke Skywalker versucht, einen neuen Jedi-Orden aufzubauen. Ben Solo, der Sohn von Han und Leia, wird von gezielt geschürten Visionen des Imperators manipuliert, schließt sich Snoke an und zerschlägt den Jedi-Orden. Skywalker zieht sich nach Bens Wechsel auf die Dunkle Seite ins Exil zurück.
Kylo Ren, wie sich Ben Solo inzwischen nennt, sucht seinen ehemaligen Meister, um ihn zu töten. Der Widerstand sucht ebenfalls nach Skywalker, damit er sie beim Kampf gegen die Erste Ordnung unterstützt. Einen Hinweis auf Skywalkers Aufenthaltsort gibt ein Kartenfragment, das in den Besitz von Poe Dameron, einem Piloten des Widerstands, gelangt. Ren macht Dameron kurz danach ausfindig. Dieser konnte das Fragment allerdings in dem Droiden BB-8 vor Ren verstecken. Diesem Droiden gelingt die Flucht vor den Truppen der Ersten Ordnung. Wenig später gelangt er in den Besitz der Schrottsammlerin Rey. Gemeinsam mit dem desertierten Sturmtruppler Finn, der gemeinsam mit Dameron von Rens Schiff floh, sowie Han und Chewbacca versucht Rey, die Karte zur Basis des Widerstands zu bringen. Dabei werden sie wiederholt von der Ersten Ordnung angegriffen. Während Han, Chewbacca und Finn mit dem Fragment entkommen, wird Rey von Kylo Ren gefangen genommen.
Die Erste Ordnung nimmt inzwischen die Unterstützung des Widerstands durch die Republik zum Anlass, der Republik den Krieg zu erklären und deren Regierungssitz mithilfe einer neuen Superwaffe, der Starkiller-Basis, zu zerstören. Der Widerstand plant, diese Waffe, deren nächstes Ziel die Basis des Widerstands ist, zu zerstören. Dazu infiltrieren Han, Chewbacca und Finn die Kampfstation, sabotieren deren Schutzschild und finden die inzwischen entflohene Rey. Bei ihrer Flucht begegnen sie Kylo Ren. Han versucht, seinen Sohn dazu zu bewegen, sich von Snoke abzuwenden. Dies gelingt ihm nicht, stattdessen tötet Ren seinen Vater. Anschließend wird Ren in einem Lichtschwertkampf von Rey besiegt. Inzwischen greift der Widerstand die Station mit Sternenjägern an. Aufgrund des sabotierten Schildes gelingt es Dameron, eine Kettenreaktion in der Waffe zu verursachen, die sie und den gesamten Planeten zerstört. Rey, Finn und Chewbacca gelingt rechtzeitig die Flucht von dem Planeten. Nach ihrer Rückkehr zur Basis des Widerstands werten sie die Karte aus und finden Skywalker.
Nach Zerstörung der Republik greift die Erste Ordnung den letzten Stützpunkt des Widerstands auf D’Qar an. Nachdem das angreifende Schlachtschiff unter empfindlichen Verlusten zerstört wird, können die letzten Überlebenden des Widerstandes unter Führung von General Leia Organa flüchten, werden aber immer wieder von der Ersten Ordnung aufgespürt. Währenddessen versucht Rey, Luke für die Seite des Widerstands zurückzugewinnen und mehr über die Macht zu lernen. Dort erfährt sie auch die genauen Gründe für Kylo Rens Massaker an Lukes Orden sowie Skywalkers Exil: Luke spürte die dunkle Seite im schlafenden Ben Solo aufblitzen; aus einem Instinkt heraus zog er sein Lichtschwert, um die Galaxis vor dem erneuten Griff der Dunkelheit zu schützen. Doch als Luke klar wurde, was er im Begriff war zu tun, erwachte Ben und wechselte endgültig zur dunklen Seite hinüber. Rey spürt eine sporadische mentale Verbindung zu Kylo Ren, über die jeder den anderen sehen und spüren kann. So glaubt Rey zu erkennen, dass Kylo Ren vermeintlich noch einen inneren Konflikt mit sich selbst austrägt. Sie sucht ihn auf Snokes Schiff auf, um ihn davon zu überzeugen, zur Seite des Widerstands zu wechseln. Allerdings stellt sich heraus, dass es sich um eine Falle von Snoke handelt, der die mentale Verbindung zu Kylo Ren als Köder eingesetzt hat, um sie auf das Schiff zu locken und auf die dunkle Seite der Macht zu ziehen. Während der Konfrontation mit Snoke verlangt dieser von Kylo Ren, Rey zu töten. Kylo Ren gelingt es jedoch, Snoke in einem Moment der Unaufmerksamkeit mit Reys Lichtschwert zu töten, und erklärt sich selbst zum obersten Anführer der Ersten Ordnung.
Auf der Flucht vor der Ersten Ordnung erleidet der Widerstand immer wieder Verluste, und ein kläglicher Rest sucht in Rettungskapseln letzte Zuflucht auf einer verlassenen Basis auf Crait. In der Schlacht um Crait kommt Luke dem Widerstand in Form einer Machtprojektion zu Hilfe, um den Überlebenden mit Rey und Leia im Millennium Falke die Flucht zu ermöglichen, was auch gelingt. Geschwächt durch das Auftreten als Projektion stirbt Luke und wird eins mit der Macht.
Nachdem Kylo Ren die Macht über die Erste Ordnung übernommen hat, offenbart Imperator Palpatine durch eine Übertragung durch die gesamte Galaxis schließlich, dass er die Schlacht von Endor überlebt hat. Kylo Ren fürchtet, seine Macht zu verlieren, und trifft Palpatine mithilfe eines Sith-Wegfinders an dessen Aufenthaltsort auf Exegol, einem Planeten in den unbekannten Regionen der Galaxis, um ihn endgültig zu vernichten. Palpatine bietet Kylo Ren dafür eine gigantische Flotte von Sternenzerstörern an, die über die gleiche Technologie wie die Todessterne verfügen, um das Imperium, der Letzten Ordnung, wieder zu errichten. Dies geschieht jedoch unter der Bedingung, dass er Rey vernichten solle. Dabei offenbart er ihm zwei Dinge: Rey ist die Enkelin des Imperators. Sein Sohn, Reys Vater, wandte sich von seiner Familie ab. Um seine Tochter vor den Häschern des Imperators zu schützen, versteckte er sie auf Jakku; er und Reys Mutter wurden jedoch entdeckt und ermordet.
Rey lebt und trainiert auf dem Stützpunkt des Widerstands. Dort erreicht sie die Nachricht vom Überleben Palpatines und dessen Plänen; sie begibt sich mit Finn, Poe, Chewbacca, C-3PO und BB-8 auf die Suche nach Exegol. Mit Hilfe von Lando Calrissian findet sie einen Weg zum zweiten Todesstern, in dessen Trümmern sie den zweiten Sith-Wegfinder findet, wird jedoch von Kylo Ren gestellt, der ihn zerstört. Im Kampf verwundet Rey Kylo Ren schwer, heilt seine tödliche Verletzung jedoch mit Hilfe der Macht. Während des Kampfes ruft seine Mutter Leia Organa ihn bei seinem eigentlichen Namen „Ben“, woraufhin sie im Beisein von R2-D2 stirbt. Nach Reys Flucht verbleibt Kylo Ren auf den Trümmern des zweiten Todessterns. Dort erscheint ihm sein Vater in einer Vision, die ihn zurück auf die helle Seite der Macht führt.
Rey macht sich mit Kylo Rens Wegfinder auf nach Exegol und ermöglicht es dem Widerstand, ihr dorthin zu folgen. Der Widerstand bittet durch Funksignale in der gesamten Galaxis um Hilfe in der Schlacht gegen die Erste Ordnung. Rey trifft auf Palpatine, der ihr – als seine Enkelin – den Sith-Thron anbietet, um ihr ihre Lebensenergie zu entziehen und sich somit selbst wieder endgültig ins Leben zurückzuholen. Rey kann mit Kylo Rens Hilfe widerstehen und den Imperator töten, wird dabei aber selbst so schwer verletzt, dass sie stirbt. Kylo Ren gelingt es, Rey ins Leben zurückzuholen, indem er ihr mithilfe der Macht seine Lebensenergie überträgt, dabei aber stirbt und eins mit der Macht wird. Die Widerstandskämpfer besiegen die Flotte der Sternenzerstörer, das Sith-Imperium geht unter. Rey begibt sich nach Tatooine, um die Lichtschwerter von Luke und Leia auf dem Gelände der Lars-Farm, symbolisch für die Skywalker-Zwillinge, zu beerdigen. Sie nimmt im Gedenken an sie den Namen Skywalker an.

## Entstehungsgeschichte

### Hauptverantwortliche Personen

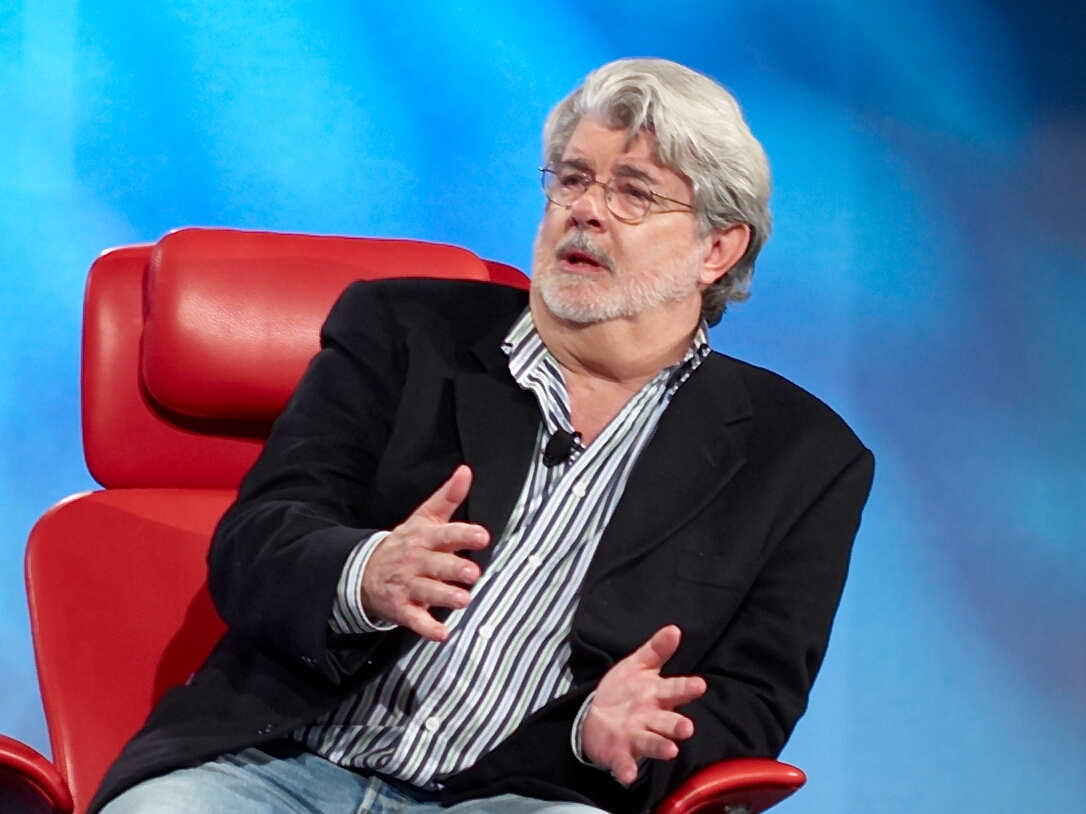
George Lucas (2007)

| Ep.  | Jahr | Regie            | Drehbuch                                      | Story                                         | Produzent                                        |
| ---- | ---- | ---------------- | --------------------------------------------- | --------------------------------------------- | ------------------------------------------------ |
| IV   | 1977 | George Lucas     | George Lucas                                  | George Lucas                                  | Gary Kurtz                                       |
| V    | 1980 | Irvin Kershner   | Leigh Brackett & Lawrence Kasdan              | George Lucas                                  | Gary Kurtz                                       |
| VI   | 1983 | Richard Marquand | George Lucas & Lawrence Kasdan                | George Lucas                                  | Howard G. Kazanjian                              |
| I    | 1999 | George Lucas     | George Lucas                                  | George Lucas                                  | Rick McCallum                                    |
| II   | 2002 | George Lucas     | George Lucas & Jonathan Hales                 | George Lucas                                  | Rick McCallum                                    |
| III  | 2005 | George Lucas     | George Lucas                                  | George Lucas                                  | Rick McCallum                                    |
| VII  | 2015 | J. J. Abrams     | Lawrence Kasdan, J. J. Abrams & Michael Arndt | Lawrence Kasdan, J. J. Abrams & Michael Arndt | Kathleen Kennedy, J. J. Abrams & Bryan Burk      |
| VIII | 2017 | Rian Johnson     | Rian Johnson                                  | Rian Johnson                                  | Kathleen Kennedy & Ram Bergman                   |
| IX   | 2019 | J. J. Abrams     | J. J. Abrams & Chris Terrio                   | J. J. Abrams & Chris Terrio                   | Kathleen Kennedy, Michelle Rejwan & J. J. Abrams |

### Entwicklung der Trilogien

#### Original-Trilogie
Die Entstehung von Star Wars begann im Rahmen eines Vertrags, den Lucas mit dem Filmstudio Universal im Jahr 1971 abgeschlossen hat. Lucas erhielt den Auftrag, zwei Filme zu produzieren, American Graffiti und ein Science-Fiction-Projekt, das spätere Star Wars. Nachdem ersterer 1973 erschienen war, entwarf Lucas für letzteres ein zweiseitiges Konzept mit dem Titel The Journal of the Whills. Nachdem der Entwurf als zu schwer verständlich abgelehnt wurde, entwarf Lucas bis zum Sommer 1973 ein 14-seitiges Exposé eines Weltraum-Abenteuer-Films mit dem Titel The Star Wars, das von zahlreichen Mythen und klassischen Geschichten inspiriert war und einige Parallelen zu Akira Kurosawas Film Die verborgene Festung aufwies. Dieser Entwurf wurde allerdings ebenfalls von Universal sowie von anderen Filmstudios, etwa United Artists, abgelehnt.
Schließlich präsentierte Lucas seine Idee dem neuen Creative Director von 20th Century Fox, Alan Ladd junior. Dieser sah wegen Lucas’ bisheriger Leistungen mit American Graffiti und THX 1138 Potenzial im Filmemacher, seiner Idee zu Star Wars stand aber auch er verhalten gegenüber. Er schloss mit Lucas einen vorläufigen Vertrag, sodass dieser im Mai 1974 begann, seinen Entwurf auszuarbeiten und ein erstes Drehbuch zu schreiben. 1975 engagierte Lucas Ralph McQuarrie zur Anfertigung von Produktionszeichnungen für sein Filmprojekt. Diese Zeichnungen trugen entscheidend dazu bei, 20th Century Fox davon zu überzeugen, die Produktion von Star Wars zu finanzieren und den Film zu veröffentlichen. Als Budget stand dem Team anfänglich eine Summe von 10 Millionen US-Dollar zur Verfügung. Lucas verzichtete auf eine Gage und ließ sich an deren Stelle die Merchandising-Rechte für seinen Film zusichern.
Beim Verfassen des Drehbuchs von Star Wars, das auf über 200 Seiten anwuchs, bemerkte Lucas, dass die Geschichte für einen einzelnen Film zu umfangreich war. Daher plante er, das Skript auf drei Filme aufzuteilen. Dazu handelte er mit seiner Produktionsfirma einen Vertrag aus, der ihm das Recht, zwei Nachfolger zu produzieren, einräumte, wenn der erste Film erfolgreich sein würde.
Star Wars erschien schließlich am 25. Mai 1977. Mit einem Einspielergebnis von 775,4 Millionen US-Dollar war er kommerziell überdurchschnittlich erfolgreich. Daher begann Lucas im Anschluss mit der Arbeit an einem Nachfolger. Die Produktion dieses Films finanzierte er eigenständig mit den Einnahmen aus dem Vorgänger. Um sich auf die Finanzierung und das Merchandising zu konzentrieren, entschied er sich dazu, bei der Produktion des Nachfolgers vorwiegend leitende und geschäftsführende Positionen wahrzunehmen. Für die Arbeit am Drehbuch suchte er daher nach einem Co-Autor. Zunächst warb er die Schriftstellerin Leigh Brackett an, mit der er ein Skript ausarbeitete. Dieser Entwurf wich von dem späteren Film stellenweise deutlich ab. So war ursprünglich vorgesehen, dass Lukes Vater und Vader personenverschieden waren. Bevor Brackett ihren Entwurf zu einem fertigen Skript ausarbeiten konnte, starb sie im März 1978 an Krebs. Lucas schrieb daraufhin selbst ein zweites Skript, das auf Bracketts Entwurf basierte, die Handlung jedoch in eine andere Richtung führte. Zur Unterstützung heuerte Lucas den Drehbuchautor Lawrence Kasdan an. Das neue Drehbuch war von einer finsteren Atmosphäre gezeichnet und enthielt mit der Verwandtschaft von Luke Skywalker und Darth Vader einen wesentlichen Wendepunkt.
1980 erschien die Fortsetzung schließlich unter dem Titel Das Imperium schlägt zurück. Dieser Film erhielt erstmals einen Episodenzusatz, der zur Verwirrung des Publikums den Film als Episode V nummerierte. Der 1977 erschienene Film Krieg der Sterne erhielt nach der Veröffentlichung von Das Imperium schlägt zurück den Zusatz Episode IV. Lucas wählte diese Nummern, da er die Episoden I bis III für die Vorgeschichte reservierte, die er bereits grob umrissen hatte und später als Filme umsetzen wollte.
Bereits nach dem Erfolg des ersten Films spekulierte Lucas mit der Produktion einer größeren Anzahl an Star-Wars-Filmen. Er erwog, bis zu zwölf Filme zu produzieren. Später reduzierte er diese Zahl auf neun. Kurz nach der Veröffentlichung von Das Imperium schlägt zurück gab er an, zumindest noch einen weiteren Star-Wars-Film zu produzieren. Die Produktion dieses Films wurde auch diesmal von Lucas selbst finanziert. Das Drehbuch wurde von Kasdan und Lucas verfasst. Im Mai 1983 erschien der Film unter dem Titel Die Rückkehr der Jedi-Ritter. Im Anschluss gab Lucas in einem Interview bekannt, dass das Filmprojekt Star Wars abgeschlossen sei. Weitere Star-Wars-Filme werde er nicht produzieren.

#### Prequel-Trilogie
In den 1990er Jahren erfuhr die Marke Star Wars wieder größere Aufmerksamkeit. Dies ging zurück auf eine Star-Wars-Comicreihe von Dark Horse und auf die Thrawn-Trilogie, einer Romanreihe des Autors Timothy Zahn, die die Ereignisse aus Rückkehr der Jedi-Ritter fortführte. Lucas erkannte, dass weitere Star-Wars-Filme Aussicht auf Erfolg hätten. Ihn reizte es, die Vorgeschichte zu den drei Star-Wars-Filmen zu behandeln, da sie die Star-Wars-Saga deutlich verändern würden. Daher kündigte er 1993 schließlich an, diese Vorgeschichte in drei Filmen darzustellen. Er plante, in den neuen Filmen die Entwicklung von Anakin Skywalker zu Darth Vader zu behandeln und diese damit in den Mittelpunkt der Star-Wars-Saga zu stellen.
Mit der Arbeit am Drehbuch des ersten Films begann Lucas am 1. November 1994. Dabei griff Lucas auf frühe Entwürfe zurück, die die Geschichte Anakins als Jedi behandeln. Diese Entwürfe hatte er bereits für seine Arbeit am ersten Star-Wars-Film erarbeitet, um sich das Erzählen eines glaubwürdigen Handlungshintergrunds zu erleichtern.
Der erste Film der neuen Trilogie erschien schließlich 1999 unter dem Titel Die dunkle Bedrohung. 2002 folgte Angriff der Klonkrieger, der mit einem Budget von 115 Millionen US-Dollar der bis dahin teuerste Star-Wars-Film war. Bei der Arbeit an diesem Film entschied Lucas, dass Palpatine derjenige ist, der den Aufstand der Separatisten angestachelt und den daraus resultierenden Krieg verursacht hat. 2005 erschien der dritte und letzte Film der sogenannten Prequel-Trilogie, Die Rache der Sith. Dieser Film behandelt schwerpunktmäßig Anakins Wandel hin zur dunklen Seite. Lucas änderte noch während der Produktion der ersten Filmaufnahmen mehrfach das Drehbuch, teilweise einschneidend. Die Produktion aller drei Filme finanzierte er selbstständig.

#### Sequel-Trilogie
Nach der Veröffentlichung der Prequel-Trilogie und ihrer mäßigen Rezeption beschloss Lucas, keine weiteren Star-Wars-Filme mehr zu produzieren. Am 30. Oktober 2012 gaben Star-Wars-Schöpfer George Lucas und die Walt Disney Company bekannt, dass Disney das Unternehmen Lucasfilm mit sämtlichen Tochterunternehmen, darunter das Spezialeffekt-Unternehmen Industrial Light & Magic, und allen Markenrechten für rund 4,05 Milliarden US-Dollar (circa 3,12 Milliarden Euro) vom bisherigen Alleineigentümer George Lucas gekauft habe. Disney begann kurz darauf die Produktion von Star-Wars-Filmen wieder fortzusetzen und eine Sequel-Trilogie zu entwickeln.
Die Arbeit am ersten Film der sogenannten Sequel-Trilogie, Episode VII, begann kurz nach der Übernahme durch Disney. Als Regisseur wurde J. J. Abrams verpflichtet. Als Autor arbeitete zunächst Michael Arndt an dem Projekt, bis er wegen seiner Beschäftigung mit The Hunger Games aus der Star-Wars-Saga aussteigen musste. Im Oktober 2013 wurde er durch Lawrence Kasdan ersetzt. John Williams wurde für die Komposition der Filmmusik der gesamten Sequel-Trilogie verpflichtet.
Episode VII erschien unter dem Titel Das Erwachen der Macht im Dezember 2015. Episode VIII erschien unter dem Namen Die letzten Jedi im Dezember 2017. Die letzte Episode IX mit dem Titel Der Aufstieg Skywalkers lief im Dezember 2019 an. Als Regisseur von Episode VIII, Die letzten Jedi, fungierte Rian Johnson, der auch das Drehbuch verfasste. Für Der Aufstieg Skywalkers führte erneut J. J. Abrams Regie.

### Dreharbeiten und Tricktechnik

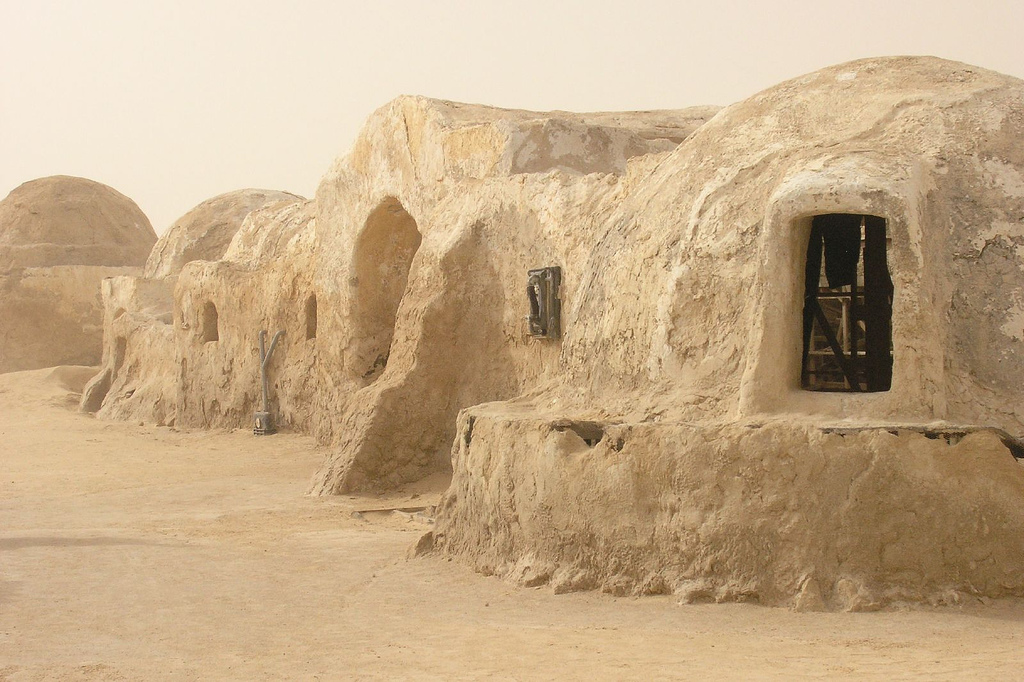
Eines der traditionellen Gebäude als Kulisse für Anakins (Darth Vader) und Lukes Heimat auf Tatooine

Für die Produktion des ersten Films wollte Lucas auf möglichst gute Tricktechnik zurückgreifen. Dazu gründete er mit Industrial Light & Magic eine eigene Firma für Spezialeffekte. Für die Entwicklung der Effekte gab Lucas vor, sich mit dem Design an bestehenden Geräten, Gebäuden, Textilien, Waffen und Transportmitteln zu orientieren. Aufgrund des knappen Budgets bemühte er sich bei den Aufnahmen für Star Wars darum, auf die aufwendige Konstruktion von Gebäuderequisiten möglichst zu verzichten. Daher suchte er nach geeigneten Kulissen, die er beispielsweise in London und Tunesien fand.

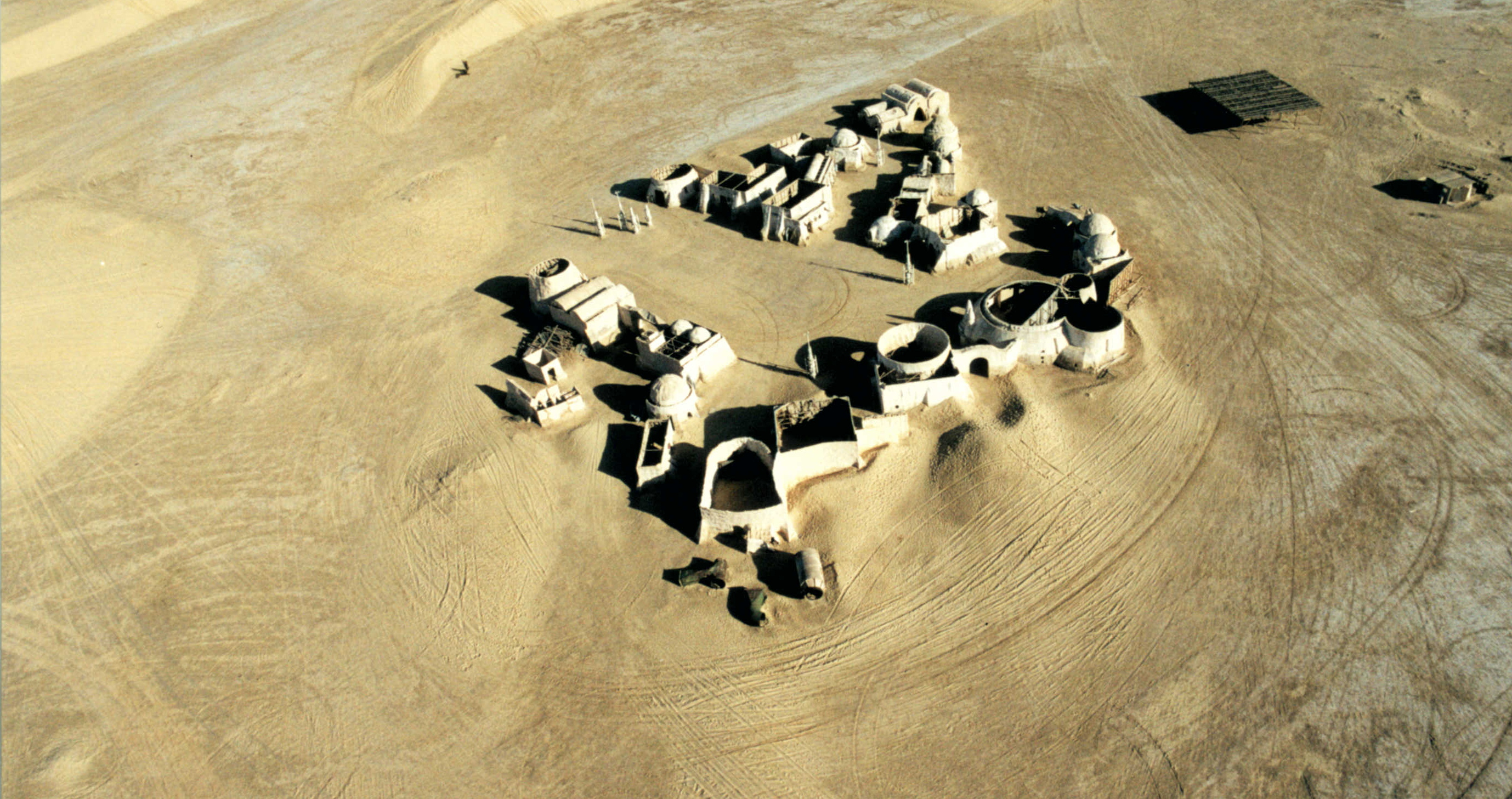
Star-Wars-Kulissen in Tunesien

Bislang wurden alle Filme des Star-Wars-Epos in einem Original-Seitenverhältnis von 2,35:1 (Cinemascope) gedreht. Die originale Trilogie und Episode I wurden mit Anamorph-Linsen auf 35 mm Filmnegativ gedreht. Die Episoden II und III wurden mit hochauflösenden digitalen Kameras des Modells Sony Cinealta aufgenommen und digital nachbearbeitet.
Episode IV war einer der ersten Filme, die das Dolby-Stereo-Vierkanal-Lichttonverfahren nutzten. In einigen Ländern wurde von diesem Film ein qualitativ hochwertiges 70 mm-Blowup mit dem Magnettonformat Dolby Stereo 6 Track erstellt.
Mit Episode VI wurde von Lucasfilm erstmals das für Bild und Ton neu entwickelte Qualitätssiegel THX vorgestellt. Episode I war der erste Film, der im Dolby-Digital-EX-Tonverfahren veröffentlicht wurde. Für die gesamte Prequel-Trilogie besaß Lucas außerdem die Möglichkeit, auf computergenerierte Spezialeffekte zurückzugreifen, was er in großem Umfang tat.

### Filmmusik
Die Filmmusik zu allen neun Star-Wars-Filmen wurde von John Williams komponiert. Williams’ Musik ist durch Leitmotive und Themen gekennzeichnet. Jeder Film wird mit dem Main Theme eröffnet. Dieses Stück sollte Idealismus und Euphorie, begleitet von militärisch anmutenden Klängen darstellen. Einzelne Charaktere und Orte erhielten eine bestimmte Melodie und bestimmte Klänge, die ihre Präsenz in den Filmen zum Ausdruck brachten. Der imperiale Marsch beispielsweise ist das Thema Darth Vaders. Diese Technik der Motive und Themen wird oft in Opern verwendet und findet sich vor allem bei Richard Wagner.
Der Soundtrack zu Star Wars ist überwiegend für volles Symphonieorchester komponiert und verarbeitet in Teilen stilistische, rhythmische und harmonische Wendungen und Inhalte der Spätromantik, der Neuen Musik und der frühen Hollywood-Ära. Er zeichnet sich durch eine hohe Bandbreite von rhythmisch getriebenen Märschen, lyrischen Streichermelodien und hellen Fanfaren mit hohem Wiedererkennungswert aus. Der in allen neun Filmen zur Eröffnung erklingende Main Title gehört heute zu den bekanntesten Filmmusiken weltweit. Die Verwendung klassischer Musik ging auf eine Idee von Lucas zurück, der für die Musik als Kontrast zum futuristischen Science Fiction traditionelle, dem Zuschauer vertraute Klänge nutzen wollte. Obwohl sich Williams bereits mit Blockbustern wie Flammendes Inferno, Die Höllenfahrt der Poseidon und Der weiße Hai als Filmkomponist etabliert hatte, machte ihn Star Wars zu einem der gefragtesten und berühmtesten Komponisten der Welt.
Williams’ Soundtracks zu den Prequels betonen zwar die alten Motive, verweben sie allerdings in einer subtileren musikalischen Dynamik. Auch änderte Williams seine Art der Themen- und Motivverarbeitung. So dünnte er die Verwendung alter wie neuer Themen über die Gesamtlauflänge des Films spürbar aus, um eine archetypischere Klangwelt zu erschaffen, ganz im Gegensatz zu der klareren Vereinigung von charakterlichen und örtlichen Motiven der früheren Filme.

### Lauftext
Sämtliche Star-Wars-Filme der Skywalker-Saga verwenden einen Eröffnungstext, der die Vorgeschichte des Films zusammenfasst. Lucas ahmte bei diesem Gestaltungselement die Flash-Gordon-Serien nach, indem er seinen Eröffnungstext in einem steilen Winkel von unten nach oben durchs Bild „laufen“ ließ, als ob der Text in einem weit entfernten Sternenhimmel verschwinden würde. Die sogenannten A-Star-Wars-Story-Filme, die die Geschehnisse des Star-Wars-Universums außerhalb der Skywalker-Saga erzählen, verzichten auf den Lauftext. Erstmals die Fernsehserie Ahsoka (2023) griff dieses Stilmittel in seiner ersten Folge seit dem Erscheinen von Der Aufstieg Skywalkers (2019) wieder auf.

## Chronologie
Die Reihenfolge der Filme und Serien entspricht nicht der Entstehungsgeschichte. Die folgende Tabelle zeigt die Reihenfolge innerhalb des Universums.
| Die dunkle Bedrohung |                   |                   |                   |                   |                   |                   |               | I             |               |               |               |               |                          |                          |                          |                          |                          |                          |                          |                         |                         |                         |                         |                         |                         |                         |                         |                   |                   |                   |                         |                         |                         |                         |
| Angriff der Klonkrieger |                   |                   |                   |                   |                   |                   |               |               |               | II            |               |               |                          |                          |                          |                          |                          |                          |                          |                         |                         |                         |                         |                         |                         |                         |                         |                   |                   |                   |                         |                         |                         |                         |
| Die Rache der Sith |                   |                   |                   |                   |                   |                   |               |               |               |               |               | III           |                          |                          |                          |                          |                          |                          |                          |                         |                         |                         |                         |                         |                         |                         |                         |                   |                   |                   |                         |                         |                         |                         |
| Krieg der Sterne |                   |                   |                   |                   |                   |                   |               |               |               |               |               |               |                          |                          |                          |                          |                          |                          |                          |                         |                         | IV                      | IV                      |                         |                         |                         |                         |                   |                   |                   |                         |                         |                         |                         |
| Das Imperium schlägt zurück |                   |                   |                   |                   |                   |                   |               |               |               |               |               |               |                          |                          |                          |                          |                          |                          |                          |                         |                         |                         |                         |                         | V                       |                         |                         |                   |                   |                   |                         |                         |                         |                         |
| Die Rückkehr der Jedi-Ritter |                   |                   |                   |                   |                   |                   |               |               |               |               |               |               |                          |                          |                          |                          |                          |                          |                          |                         |                         |                         |                         |                         |                         | VI                      |                         |                   |                   |                   |                         |                         |                         |                         |
| Das Erwachen der Macht |                   |                   |                   |                   |                   |                   |               |               |               |               |               |               |                          |                          |                          |                          |                          |                          |                          |                         |                         |                         |                         |                         |                         |                         |                         |                   |                   |                   |                         | VII                     |                         |                         |
| Die letzten Jedi |                   |                   |                   |                   |                   |                   |               |               |               |               |               |               |                          |                          |                          |                          |                          |                          |                          |                         |                         |                         |                         |                         |                         |                         |                         |                   |                   |                   |                         |                         | VIII                    |                         |
| Der Aufstieg Skywalkers |                   |                   |                   |                   |                   |                   |               |               |               |               |               |               |                          |                          |                          |                          |                          |                          |                          |                         |                         |                         |                         |                         |                         |                         |                         |                   |                   |                   |                         |                         |                         | IX                      |
| Rogue One |                   |                   |                   |                   |                   |                   |               |               |               |               |               |               |                          |                          | a)                       |                          |                          |                          |                          |                         | R1                      |                         |                         |                         |                         |                         |                         |                   |                   |                   |                         |                         |                         |                         |
| Solo |                   |                   |                   |                   |                   |                   |               |               |               |               |               |               |                          |                          | a)                       |                          | S                        |                          |                          |                         |                         |                         |                         |                         |                         |                         |                         |                   |                   |                   |                         |                         |                         |                         |
| Die Abenteuer der jungen Jedi | YJA               |                   |                   |                   |                   |                   |               |               |               |               |               |               |                          |                          |                          |                          |                          |                          |                          |                         |                         |                         |                         |                         |                         |                         |                         |                   |                   |                   |                         |                         |                         |                         |
| The Clone Wars (+ Kinofilm) |                   |                   |                   |                   |                   |                   |               |               |               | TCW           | TCW           | TCW           |                          |                          |                          |                          |                          |                          |                          |                         |                         |                         |                         |                         |                         |                         |                         |                   |                   |                   |                         |                         |                         |                         |
| The Bad Batch |                   |                   |                   |                   |                   |                   |               |               |               |               |               | TBB           | TBB                      |                          |                          |                          |                          |                          |                          |                         |                         |                         |                         |                         |                         |                         |                         |                   |                   |                   |                         |                         |                         |                         |
| Rebels |                   |                   |                   |                   |                   |                   |               |               |               |               |               |               |                          |                          |                          |                          |                          |                          |                          | Rebels                  | Rebels                  |                         |                         |                         |                         |                         | b)                      |                   |                   |                   |                         |                         |                         |                         |
| Resistance |                   |                   |                   |                   |                   |                   |               |               |               |               |               |               |                          |                          |                          |                          |                          |                          |                          |                         |                         |                         |                         |                         |                         |                         |                         |                   |                   |                   | Resistance              | Resistance              | Resistance              | Resistance              |
| The Acolyte |                   |                   | c)                |                   | TA                |                   |               |               |               |               |               |               |                          |                          |                          |                          |                          |                          |                          |                         |                         |                         |                         |                         |                         |                         |                         |                   |                   |                   |                         |                         |                         |                         |
| Obi-Wan-Kenobi |                   |                   |                   |                   |                   |                   |               |               |               |               |               |               |                          |                          |                          |                          |                          | K                        |                          |                         |                         |                         |                         |                         |                         |                         |                         |                   |                   |                   |                         |                         |                         |                         |
| Andor |                   |                   |                   |                   |                   |                   |               |               |               |               |               |               |                          |                          |                          |                          |                          |                          |                          | Andor                   | Andor                   |                         |                         |                         |                         |                         |                         |                   |                   |                   |                         |                         |                         |                         |
| The Mandalorian |                   |                   |                   |                   |                   |                   |               |               |               |               |               |               |                          |                          |                          |                          |                          |                          |                          |                         |                         |                         |                         |                         |                         |                         |                         |                   | M                 |                   |                         |                         |                         |                         |
| Das Buch von Boba Fett |                   |                   |                   |                   |                   |                   |               |               |               |               |               |               |                          |                          |                          |                          |                          |                          |                          |                         |                         |                         |                         |                         |                         | c)                      | c)                      |                   | BF                |                   |                         |                         |                         |                         |
| Ahsoka |                   |                   |                   |                   |                   |                   |               |               |               |               |               |               |                          |                          |                          |                          |                          |                          |                          |                         |                         |                         |                         |                         |                         |                         |                         |                   | A                 |                   |                         |                         |                         |                         |
| Skeleton Crew |                   |                   |                   |                   |                   |                   |               |               |               |               |               |               |                          |                          |                          |                          |                          |                          |                          |                         |                         |                         |                         |                         |                         |                         |                         |                   | SC                |                   |                         |                         |                         |                         |
| Ära | Die Hohe Republik | Die Hohe Republik | Die Hohe Republik | Die Hohe Republik | Die Hohe Republik | Die Hohe Republik | Fall der Jedi | Fall der Jedi | Fall der Jedi | Fall der Jedi | Fall der Jedi | Fall der Jedi | Herrschaft des Imperiums | Herrschaft des Imperiums | Herrschaft des Imperiums | Herrschaft des Imperiums | Herrschaft des Imperiums | Herrschaft des Imperiums | Herrschaft des Imperiums | Zeitalter der Rebellion | Zeitalter der Rebellion | Zeitalter der Rebellion | Zeitalter der Rebellion | Zeitalter der Rebellion | Zeitalter der Rebellion | Zeitalter der Rebellion | Zeitalter der Rebellion | Die Neue Republik | Die Neue Republik | Die Neue Republik | Aufstieg der 1. Ordnung | Aufstieg der 1. Ordnung | Aufstieg der 1. Ordnung | Aufstieg der 1. Ordnung |
| _ Prequel-Trilogie (Episoden I–III) _ Original-Trilogie (Episoden IV–VI) _ Sequel-Trilogie (Episoden VII–IX) _ A-Star-Wars-Story-Filme _ (kanonische) Animations-Serien _ (kanonische) Real-Serien |                   |                   |                   |                   |                   |                   |               |               |               |               |               |               |                          |                          |                          |                          |                          |                          |                          |                         |                         |                         |                         |                         |                         |                         |                         |                   |                   |                   |                         |                         |                         |                         |
| Die Folgen der Serien Die Mächte des Schicksals und Geschichten der Jedi spielen jeweils zu unterschiedlichen Zeitpunkten, sodass eine Auflistung in der Tabelle nicht sinnvoll möglich ist. Ebenfalls nicht aufgelistet sind Miniserien, Kurzgeschichten, Comics, Bücher und andere Begleitwerke des offiziellen Star-Wars-Kanons sowie der Themenpark Star Wars: Galaxy’s Edge (zwischen VIII und IX). Zur schematischen Einordnung der Handlungen wird die fiktive Zeitrechnung des Star-Wars-Universums verwendet. Diese unterscheidet zwischen den Jahren vor der Schlacht von Yavin (VSY) und nach der Schlacht von Yavin (NSY). Die Schlacht von Yavin IV bildet das Ende von Krieg der Sterne (1977), bei dem Luke Skywalker und die Rebellenallianz den ersten Todesstern zerstören. |                   |                   |                   |                   |                   |                   |               |               |               |               |               |               |                          |                          |                          |                          |                          |                          |                          |                         |                         |                         |                         |                         |                         |                         |                         |                   |                   |                   |                         |                         |                         |                         |
| a) Prolog, b) Epilog, c) Rückblenden |                   |                   |                   |                   |                   |                   |               |               |               |               |               |               |                          |                          |                          |                          |                          |                          |                          |                         |                         |                         |                         |                         |                         |                         |                         |                   |                   |                   |                         |                         |                         |                         |

## Wiederveröffentlichungen
| Jahr | Medium            | Inhalt                                                                               |
| ---- | ----------------- | ------------------------------------------------------------------------------------ |
| 1997 | VHS               | Episoden IV–VI in überarbeiteter Fassung                                             |
| 2004 | DVD               | Episoden IV–VI in neuen überarbeiteten Fassungen                                     |
| 2006 | DVD               | Episoden IV–VI in überarbeiteten Fassungen von 2004 und in ihren Originalfassungen   |
| 2011 | Blu-ray           | Episoden I–VI in neuen überarbeiteten Fassungen                                      |
| 2015 | Blu-ray / Digital | Episoden I–VI in ihren überarbeiteten Fassungen von 2011 mit überarbeiteten Logos    |
| 2019 | Disney+           | Episoden I–VI in überarbeiteten Fassungen von 2019 (2012 erstellt) in 4K und mit HDR |
| 2020 | Ultra HD Blu-ray  | Episoden I–VI in überarbeiteten Fassungen von 2019 (2012 erstellt) in 4K und mit HDR |

1997 wurden die Episoden IV, V und VI als Special Edition wiederveröffentlicht. Dazu wurden die Filme restauriert und einige visuelle Effekte nach Lucas’ Vorstellung verändert oder hinzufügt. Stellenweise nahm er jedoch auch inhaltliche Veränderungen vor. Eine Kontroverse entstand um die Änderung der „Han shot first“-Szene, einer Sequenz aus Episode IV, in der Han den Kopfgeldjäger Greedo erschießt. Im Original kommt Han dem Kopfgeldjäger zuvor, während in der überarbeiteten Version Greedo zunächst vorbeischießt und Han fast zeitgleich kontert. Lucas begründete seine inhaltlichen Änderungen damit, dass die Filme erst durch diese Änderungen in dem Zustand waren, in dem er sie schon damals veröffentlichen wollte, was ihm aber aufgrund verschiedener Vorgaben verwehrt blieb.
Als sich die Ablösung der VHS-Kassette durch die DVD abzeichnete, forderten Fans und der Filmverleih Lucas auf, die klassische Trilogie auch auf DVD zu veröffentlichen. Lucas sperrte sich jedoch anfangs dagegen, da er eine Neuauflage der Originaltrilogie erst nach der Veröffentlichung von Episode III veröffentlichen wollte. Da Lucas jedoch eine Zunahme der Filmpiraterie fürchtete, beschloss er, die Filme früher auf den Markt zu bringen. In Vorbereitung auf diese erneute Veröffentlichung wurden die Filme durch die Firma Lowry Digital Images noch einmal überarbeitet und mit einigen Änderungen versehen. Bei Episode VI ersetzte Lucas beispielsweise in der Szene nach der Zerstörung des zweiten Todessternes den Darsteller des Geists des verstorbenen Anakin Skywalker. Dieser Geist wird in der Neufassung von Hayden Christensen gespielt, Darsteller des Anakin in den Episoden II und III. In der ursprünglichen Fassung des Films wurde der Geist von Sebastian Shaw gespielt. Am 20. September 2004 erschien diese DVD-Kollektion mit den von Lowry überarbeiteten Episoden IV bis VI.
Am 14. September 2006 folgte nach zahlreichen Internet-Petitionen und Mailing-Aktionen der Fans eine erneute DVD-Auflage der Originaltrilogie, die neben den überarbeiteten Fassungen von 2004 auch die unbearbeiteten Kinoversionen der Jahre 1977 bis 1983 enthielten. Lucasfilm genehmigte einen Verkauf dieser Auflage bis zum 31. Dezember 2006 – der Handel war anschließend dazu verpflichtet, den Verkauf einzustellen und die Filme zurückzusenden.
Am 14. August 2010 gab Lucas auf der Star Wars Celebration V Convention in Orlando bekannt, dass alle sechs Filme im Herbst 2011 auf Blu-ray Disc veröffentlicht werden. Darüber hinaus plante Lucas, die Filme in 3D zu veröffentlichen. Dies gab er erstmals auf einer ShoWest-Convention im Jahr 2005 bekannt. Episode I startete als erster Teil in 3D und erschien am 10. Februar 2012 in den US-amerikanischen Kinos. In Deutschland erschien die 3D-Version von Episode I im Verleih von 20th Century Fox am 9. Februar 2012. Weltweit spielte die 3D-Wiederveröffentlichung von Star Wars: Episode I – Die dunkle Bedrohung rund 103 Millionen US-Dollar (89 Mio. Euro; 82,9 Mio. Schweizer Franken) ein. Nach der Übernahme des Star-Wars-Rechteinhabers Lucasfilm entschied sich Disney dafür, bis auf weiteres nicht weiter an 3D-Wiederveröffentlichungen der übrigen fünf Filme zu arbeiten, da sich das Unternehmen gänzlich auf die Arbeit an Episode VII konzentrieren wolle.
Nach dem Aufkauf von Lucasfilm durch Disney wurden die Filme 2015 erstmals digital und erneut auf Blu-ray veröffentlicht, jedoch mit überarbeiteten Logos sowie Entfernung der Fox-Fanfare in allen Filmen außer in Krieg der Sterne. Sonst wurden die Fassungen von 2011 für alle Filme verwendet.
Aufgrund der Übernahme von 20th Century Fox durch Disney wurden zum Start der Streaming-Plattform Disney+ am 12. November 2019 das Logo und die Fanfare von Fox wiederhergestellt. Zum ersten Mal wurden die Filme in 4K-Auflösung und mit Dolby Vision HDR veröffentlicht. Die Originaltrilogie wurde dabei wieder besonders visuell aufbereitet, korrigiert und verändert. Die Änderungen stammen von George Lucas aus dem Jahr 2012, bevor Lucasfilm an Disney verkauft wurde. Die Filme wurden nach der Veröffentlichung auf Disney+ auf anderen Streaming-Plattformen mit den neuen Fassungen aktualisiert. Die Filme wurden für das Jahr 2020 als Ultra HD Blu-ray angekündigt.

## Inspirationsquellen und Vorbilder
Die Macher der Star-Wars-Filme ließen sich bei deren Entwicklung in hohem Maße durch andere Filme, Fernsehsendungen und andere Produkte der Populärkultur beeinflussen. Dazu gehören vor allem Werke des japanischen Regisseurs Akira Kurosawa. Lucas ließ sich bezüglich Kurosawas Film Die verborgene Festung bei der Gestaltung einiger Figuren inspirieren, darunter Darth Vader, dessen markanter schwarzer Helm einem japanischen Kabuto nachempfunden ist, und das Droiden-Duo R2-D2 und C-3PO. Bei der Gestaltung der Rebellen nahm Lucas Anleihen bei Kurosawas Film Sanjuro.
Lucas ließ sich auch von Frank Herberts Dune-Romanen inspirieren, die zu den wichtigsten Werken der Science-Fiction aus den 1960er Jahren gehören. Dies gilt etwa für die Gestaltung der Handlung und der Schauplätze. Gemeinsam ist den Werken unter anderem ein Wüstenplanet als bedeutender Handlungsort und ein böser Imperator als Gegenspieler. Das Design einiger Roboter, insbesondere das der B1-Kampfdroiden und das von General Grievous in Episode III, orientiert sich an der Skulptur The Rock Drill, die Jacob Epstein vor dem Ersten Weltkrieg geschaffen hatte.

### Mythen
Star Wars wurde von zahlreichen Rezipienten im Kontext von Mythen interpretiert. Der US-Psychoanalytiker Bruno Bettelheim meinte im Harper’s Magazine 1981, dass die Star-Wars-Filme den Zuschauern Hoffnung für die Zukunft gäben und dass sie angesichts der gegenwärtigen Bedrohungen, etwa durch den Kalten Krieg, sicher sein könnten, auch am nächsten Tag noch da zu sein. In Star Wars würden Kriege wegen Problemen geführt, die die Menschen auch in der Vergangenheit motiviert hätten. Trotz des materiellen Fortschritts würden die grundlegenden Belange der Menschen – darunter vor allem der Kampf von Gut gegen Böse – dieselben bleiben.
Die beiden US-amerikanischen Anglisten Carl Silvio und Tony M. Vinci schrieben, dass die Ausdrücke Mythos und Star Wars im öffentlichen Bewusstsein eng miteinander verbunden seien. Diese Verbindung sei auch außerhalb akademischer Kreise auf großes Interesse gestoßen. Dieses zeigte sich etwa am großen Erfolg der Ausstellung Star Wars and the Magic of Myth, die 1997 im National Air and Space Museum der Smithsonian Institution begann und später auf Tour durch die Vereinigten Staaten ging, und des gleichnamigen Buchs.
Ein wichtiger Einfluss auf Lucas’ Schaffensprozess waren die Werke des Mythologen Joseph Campbell, vor allem dessen Buch Der Heros in tausend Gestalten. Darin kam Campbell zu der Feststellung, dass die Mythen verschiedener Kulturen und Zeiten einheitlich aufgebaut seien und bestimmte Leitmotive besäßen. Die einheitliche, archetypische Grundstruktur, die alle Mythen verwenden, heißt „Monomythos“, wird auch als Heldenreise bezeichnet und folgt dem Aufbau Aufbruch – Initiation – Rückkehr. Vor allem die Original-Trilogie entstand in enger Anlehnung an Der Heros in tausend Gestalten und den Monomythos, wichtige Figuren wie Luke Skywalker und Darth Vader basieren auf Figuren des Buchs.
Joseph Campbells vergleichende Mythologien wurden negativ als reduzierend kritisiert, dem US-Wissenschaftler Kevin J. Wetmore Jun. zufolge deshalb, weil Campbell – ebenso wie Lucas – antike Mythen mit modernen, psychologischen Lesarten anreichere. Wetmore kam zu dem Standpunkt, dass die Kritik, Campbell beraube die Mythen durch Modernisierung und Psychologisierung ihrer ursprünglichen Bedeutung, auch für all diejenigen gelte, die Star Wars mit den Mythen einer Vielzahl von Kulturen zu vergleichen versuchen.
Der Autor Daniel Mackay äußerte im Science-Fiction-Magazin Foundation 1999, dass von Star Wars eine antimythologische Botschaft ausgehe, weil die Botschaft über den menschlichen Geist von Resten früherer Mythologien, die im heutigen Leben keine Bedeutung mehr hätten, zusammengesetzt sei und der „wissenschaftlichen Kapitalismus-Mythologie“ entgegenstehe.
Der französische Philosoph Alexandre Lacroix verglich Anakin Skywalker mit dem spätantiken Philosophen Augustinus von Hippo. Lacroix kam zu dem Urteil, dass Lucas mit den ersten beiden Trilogien „den subtileren und humaneren Ideen des Augustinus“ folge und damit keine – wie in vielen anderen Hollywood-Produktionen üblich – „sehr grobschlächtige Idee des Bösen“ propagiere. Das werde daran deutlich, dass Anakin einen freien Willen habe und sich ebenso weit auf die Seite des Bösen begebe wie auf die des Guten, etwa wenn er einerseits seine Frau Padmé angreift, andererseits aber auch den Bösewicht Palpatine tötet.
Der deutsche Philologe Heinz Wismann erkannte Ähnlichkeiten zwischen Homers Ilias und Star Wars. Auch in Star Wars gebe es etliche Aristien, das heißt Taten, „mit denen bestimmte Helden […] ihre Tapferkeit unter Beweis stellen“, darunter Luke Skywalkers Kampf gegen Darth Vader.

### Ödipuskonflikt
Unter den Rezipienten ist die Interpretation verbreitet, dass die in der Originaltrilogie erzählte Geschichte von Luke Skywalker den Ödipuskonflikt widerspiegele. Der Vergleich wird unter anderem damit erklärt, dass Luke erst durch die Konfrontation mit seinem Vater zum Helden wird, in diesem Fall zum Jedi-Ritter. Die französische Philosophin Clotilde Leguil schrieb in der Star-Wars-Sonderausgabe des Philosophie Magazins (2015), dass Lukes Ödipuskonflikt auch Jacques Lacans Interpretation des Ödipuskonfliktes entspreche; Luke sei eine Figur des kleinen Anderen und Darth Vader eine Figur des übermächtigen, großen Anderen.
Im siebten Star-Wars-Film, Das Erwachen der Macht, glaubten manche Kritiker ebenfalls eine Nacherzählung des Ödipuskonflikts zu erkennen. Sie werde – so etwa der Kritiker des US-Magazins Esquire – deutlich, als Kylo Ren seinen Vater Han Solo tötet und diesem dabei dankt.
Die französischen Autoren Pelisse und Cluzel (1999) glaubten hingegen etliche Unterschiede zwischen den Heldenreisen von Luke Skywalker und von Ödipus zu erkennen und bezeichneten Luke deshalb als Anti-Ödipus. Die Unterschiede bestehen etwa darin, dass Ödipus – im Gegensatz zu Luke – seinen Vater ohne die Gewissheit tötet, dass es sein Vater ist, und dass Luke seinen Vater erst verletzt, nachdem er sich darum bemüht hat, dies zu vermeiden.

### Die Macht
Das fiktionale Konzept der „Macht“ und damit zusammenhängend Betrachtungen über Gut und Böse sind ebenfalls ein wesentliches Thema der Star-Wars-Rezeption. Für sie wurde Lucas durch eine Diskussion inspiriert, die der US-Wissenschaftler Warren McCulloch mit dem Regisseur Roman Kroitor führte und in der es um die Reduktion des Biologischen auf das Mechanische ging. Darüber hinaus orientierte sich Lucas hinsichtlich des Jedi-Kults stark an Elementen der ostasiatischen Kultur, Philosophie und Spiritualität. Dazu gehören der Taoismus, der Buddhismus und der Konfuzianismus. Eine Parallele zum Buddhismus etwa besteht in der Art, wie Jedi sterben. Das Konzept ähnelt dem Bodhisattva des Mahayana-Buddhismus. Dabei bleibt man als Geist erhalten, um nachfolgende Generationen auszubilden, anders als beim vollständigen Verlöschen im Nirwana.
Vinci gab sich davon überzeugt, dass die Macht in der Originaltrilogie als ein verallgemeinertes, spirituelles Wesen definiert sei, das das Potenzial dazu habe, alle Individuen zu stärken und alle lebendigen Dinge unabhängig von der kulturellen Stellung des Individuums zu vereinen. In der Prequel-Trilogie dagegen sei die Macht ein institutionalisiertes Werkzeug der kulturellen Elite, das dazu diene, Friedensbewahrer zu trainieren und den Status quo zu bewahren. Vinci sah Wetmores Meinung bestätigt, wonach die Jedi deswegen in der Prequel-Trilogie einzig den Nutzen hätten, sich und andere Mächtige an der Macht zu halten und Widerstand gegen die Vorherrschaft der Republik zu unterbinden. Die Jedi, so Vinci, erschienen daher in der Prequel-Trilogie im Vergleich zur Originaltrilogie hinsichtlich ihrer sozialen Pflichten und Position radikal verändert.
Der französische Philosoph Tristan Garcia hob es mit Blick auf das Konzept der Macht in der Original-Trilogie hervor, dass die Originalität von Star Wars darin bestehe, „unter dem Deckmantel einer Science-Fiction-Welt den fiktiven Punkt der modernen Wissenschaft aufgespürt und benannt zu haben.“ Garcia meint mit dem fiktiven Punkt den „undefinierbaren Charakter der Kraft“, also jenen Teil der Bewegung, für den es keine wissenschaftlich und technisch rationale Begründung gibt. Damit, meinte Garcia, habe die Macht die Eigenschaften eines Mythos.
Dass die Macht im ersten Film der Prequel-Trilogie Die dunkle Bedrohung mit dem Vorhandensein der Midi-Chlorianer erklärt wird, wurde gemeinhin als die Reduktion von etwas Mystischem auf etwas Wissenschaftlich-Rationelles interpretiert und deswegen – vor allem von Fans – negativ kritisiert. Darauf eingehend, interpretierte der deutsche Wissenschaftsjournalist Ulf von Rauchhaupt 2015 in der Frankfurter Allgemeinen Sonntagszeitung die Ansicht, die Macht werde biologistisch auf etwas rational Materielles reduziert bzw. entzaubert, als unlogisch. Die Reaktion der Fans zeige, „wie schnell auch spirituelles Denken in einen Rationalismus mit umgekehrten Vorzeichen kippen kann.“

### Politik und Geschichte
Lucas verfolgte mit Star Wars ursprünglich das Ziel, auf die politische Situation in den Vereinigten Staaten in den 1970er Jahren zu reagieren. Diese bestand aus der konservativen Nachkriegszeit des Vietnamkriegs (1955–1975), der soziopolitischen Lethargie, von denen die USA infolge Nixons Rücktritt erfasst worden ist; der Stagflation und der Ölpreiskrise. Etwa umriss Lucas seine Idee von Star Wars gegen Ende des Vietnamkrieges als eine Geschichte, in der eine starke und technologische Supermacht versucht, einen kleinen Bauernstaat zu übernehmen, aber letztlich am Widerstand der scheinbar unterlegenen „Rebellen“ in Form der asymmetrischen Kriegsführung scheitert (ähnlich wie David gegen Goliat).
In der Originaltrilogie glaubten Rezipienten zudem Parallelen zum Kalten Krieg zu erkennen. Nach Ansicht des Autors Nick Desloge zum Beispiel werde das an der Benutzung von Satellitenstaaten wie der Wolkenstadt deutlich, am Vorkommen einer Massenvernichtungswaffe – im Falle von Star Wars dem „Todesstern“ – sowie an der Blockade in der Schlacht von Hoth, die der Berlin-Blockade ähnele.
In Bezug auf die politischen Thematiken in den Filmen sagte Lucas außerdem, dass er stark vom Zweiten Weltkrieg und der Diktatur der Nationalsozialisten inspiriert worden sei. An mehreren Stellen, etwa bei der Entstehung des diktatorischen Imperiums, zieht George Lucas enge Parallelen zu der nationalsozialistischen Diktatur in Deutschland, wo Hitler ebenfalls durch die Ausnutzung demokratischer Mittel und ein Ermächtigungsgesetz an die Macht kam. Weitere Anspielungen darauf finden sich unter anderem in den Uniformen der imperialen Truppen, im Begriff „Sturmtruppen“, in der Unterdrückung von Minderheiten, der imperialen Propaganda, in den Orten Kessel und Hoth, sowie im generellen Vorgehen und Wirken des diktatorischen Staates unter Palpatine. Die Waffen einzelner Figuren sind solchen aus dem Zweiten Weltkrieg, etwa der Sterling-L2A3 oder dem MG42 nachempfunden. Den in Star Wars gezeigten Luftschlachten dienten Aufnahmen aus dem Zweiten Weltkrieg als Vorbild. Für die Invasion des Planeten Hoth durch die imperiale Armee in Das Imperium schlägt zurück diente der Grabenkrieg als Vorbild. Die Order 66 soll an die „Nacht der langen Messer“ 1934 angelehnt sein. Bei den Nachfolgeorganisationen des Galaktischen Imperiums – die „Erste“ und die „Letzte Ordnung“ – orientierte sich Regisseur Abrams an der Idee von der Organisation der ehemaligen SS-Angehörigen, einer mutmaßlichen Gruppe von Nationalsozialisten, die gegen Kriegsende nach Südamerika geflohen sind. Die Erste Ordnung sieht sich als Nachfolger des Imperiums, die Darth Vader als Märtyrer betrachtet und die Rolle, die das Imperium in der Galaxis einnahm, wiederaufnehmen will. Laut Star-Wars-Regisseur J. J. Abrams (Episode VII und IX) können sie ebenfalls als fiktive Antwort auf die historisch relevante Frage gesehen werden, was geschehen wäre, wenn die nach dem Zweiten Weltkrieg nach Argentinien geflohenen Nazis sich neu organisiert und eine neue Bewegung auf die Beine gestellt hätten.

Galerie
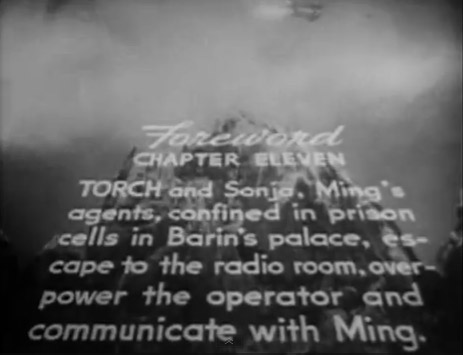
Lauftext aus Flash Gordon
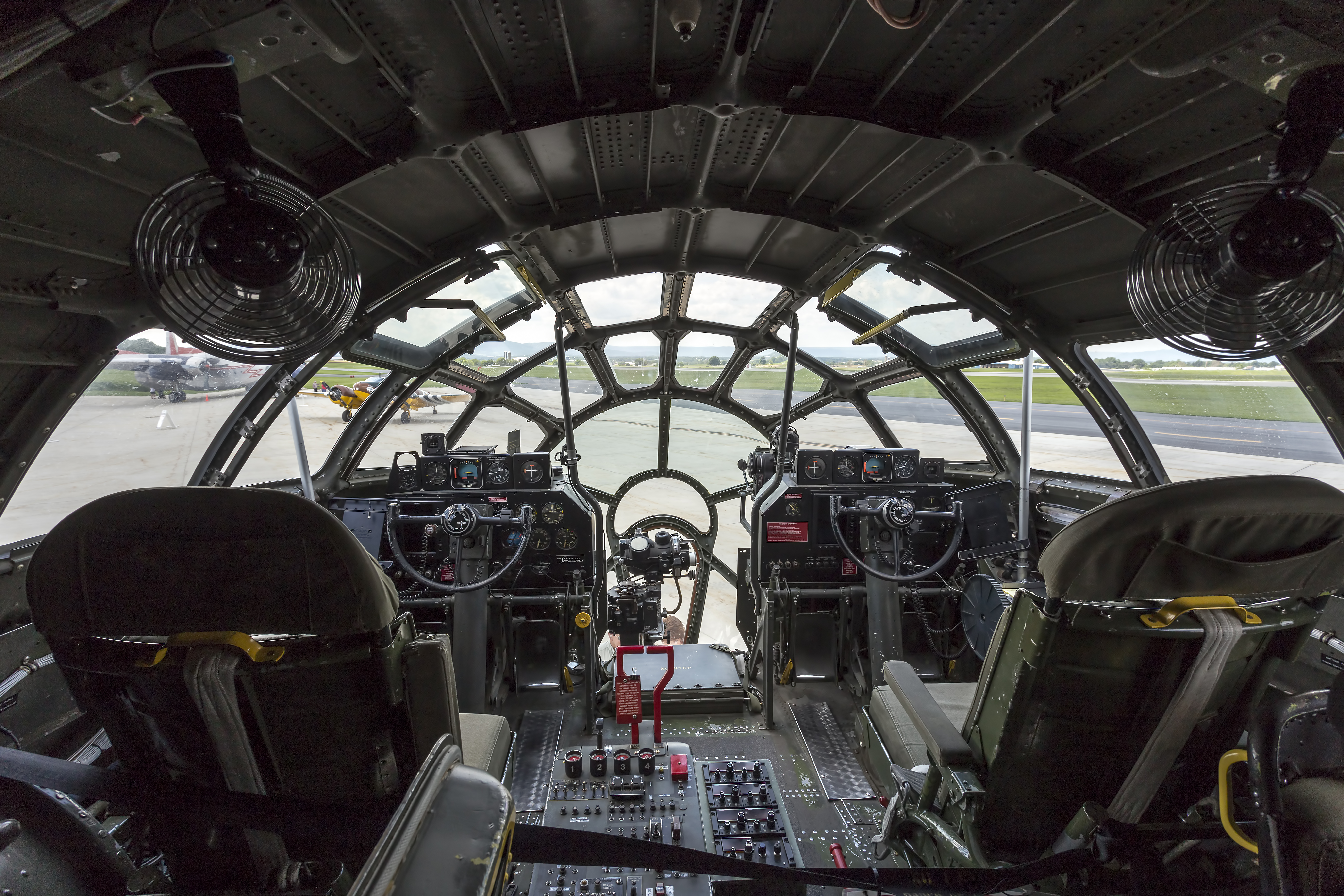
Das Cockpit der B-29 diente als Inspiration für den Millennium Falken.
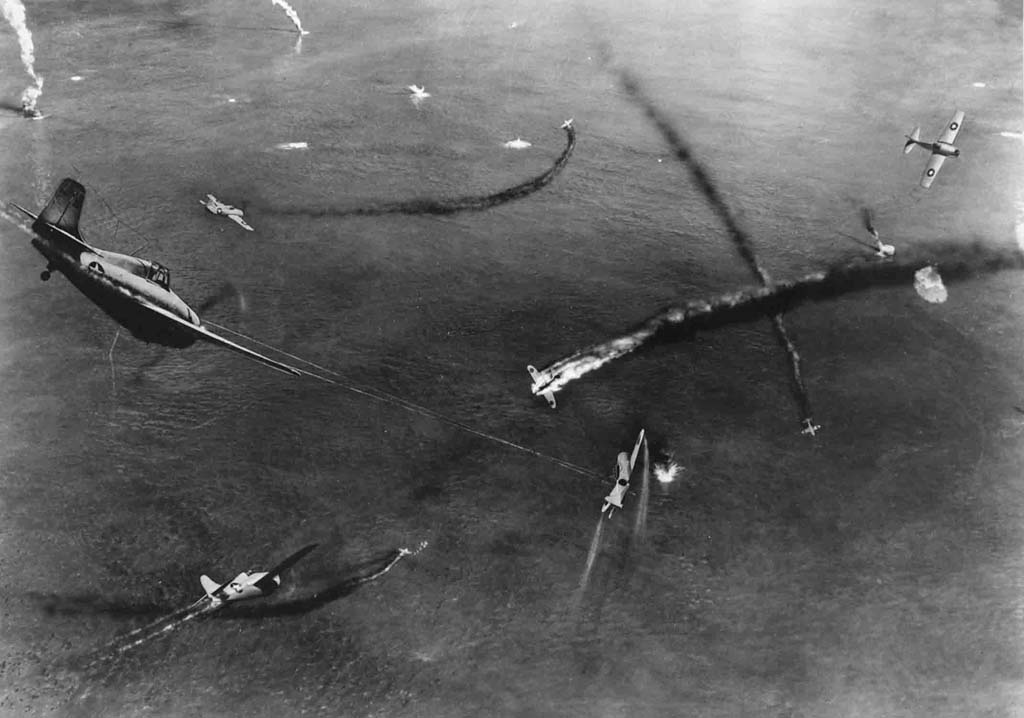
Der Luftkampf war Vorbild für die Raumschiff-Schlachten im Weltall.
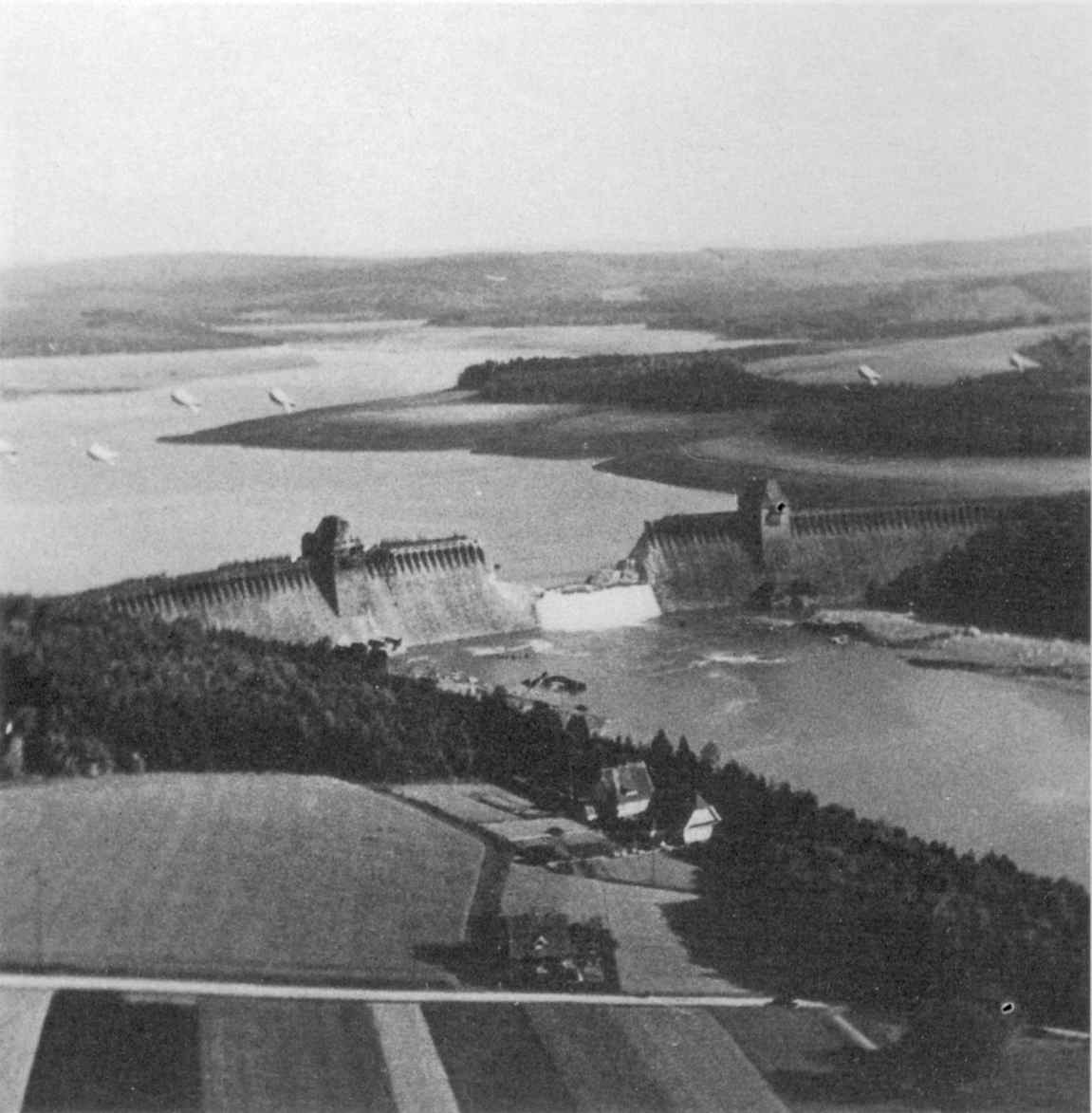
Der Angriff auf den Todesstern in Krieg der Sterne ähnelt der Operation Chastise aus Mai 1943 – Die Zerstörung der Talsperren
Die Flagge des Galaktischen Imperiums ähnelt der Hakenkreuzflagge.
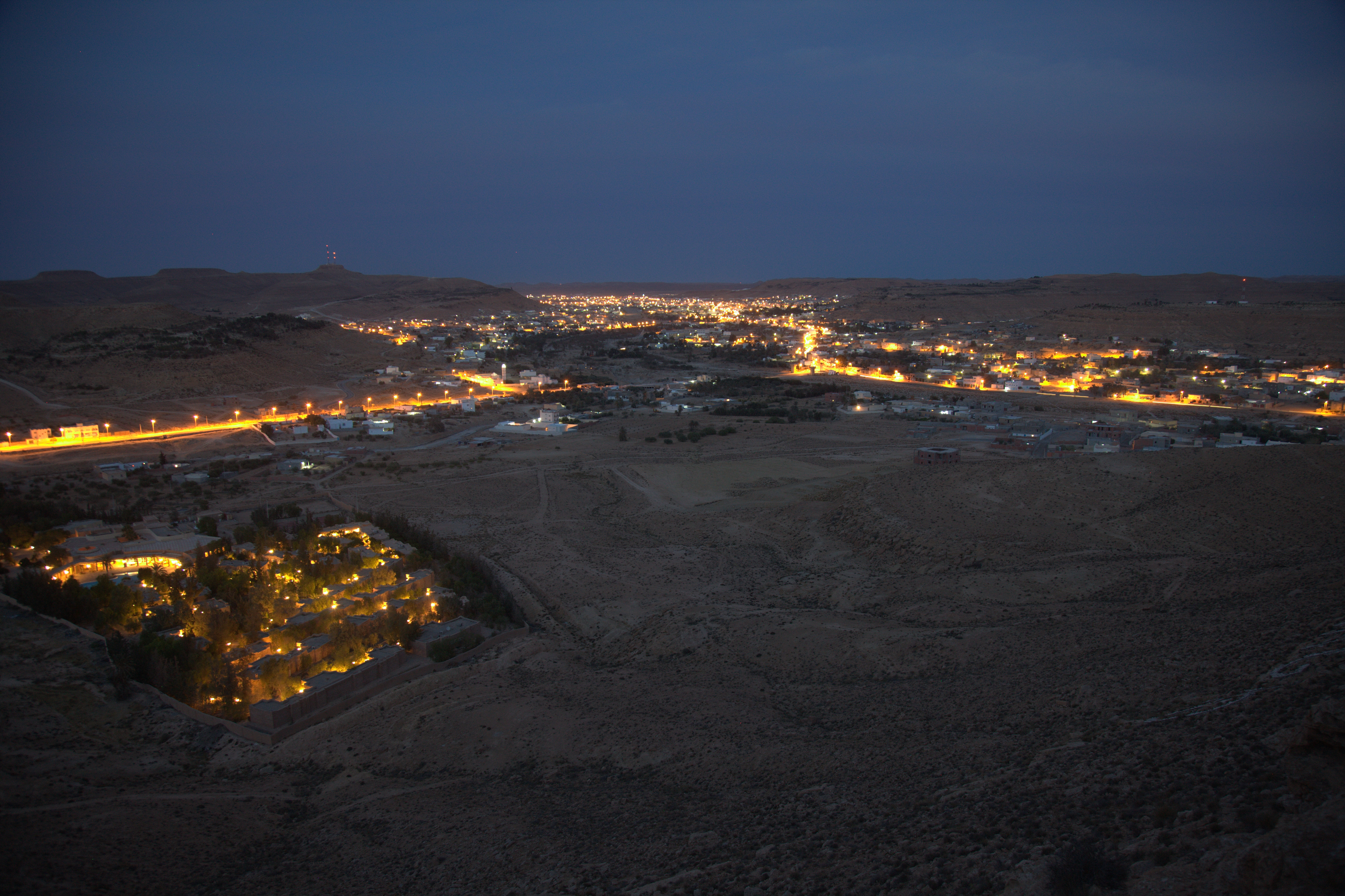
Der Wüstenplanet Tatooine wurde nach der Stadt Tataouine benannt.
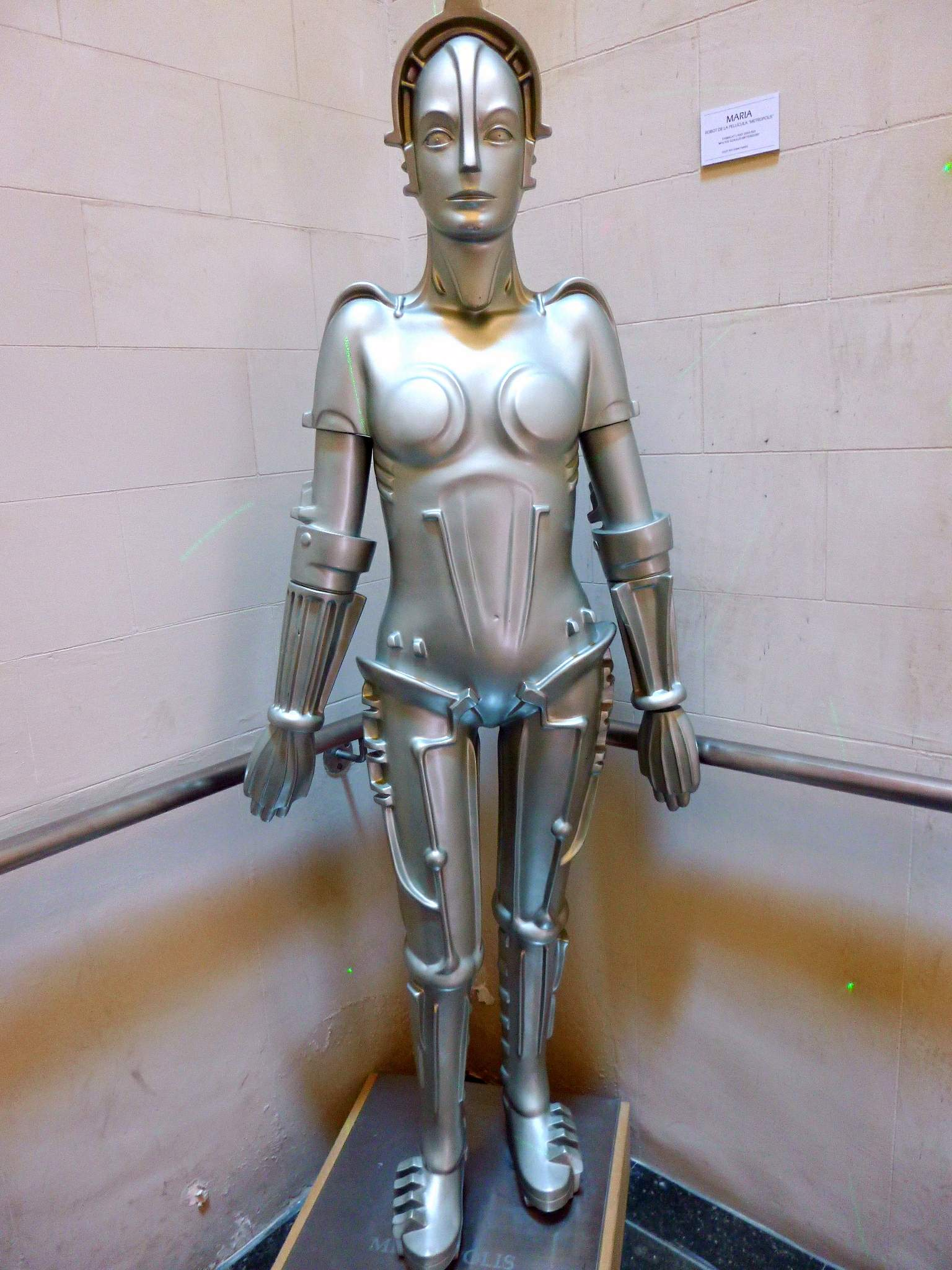
Der Maschinenmensch aus Metropolis als Vorbild für C-3PO
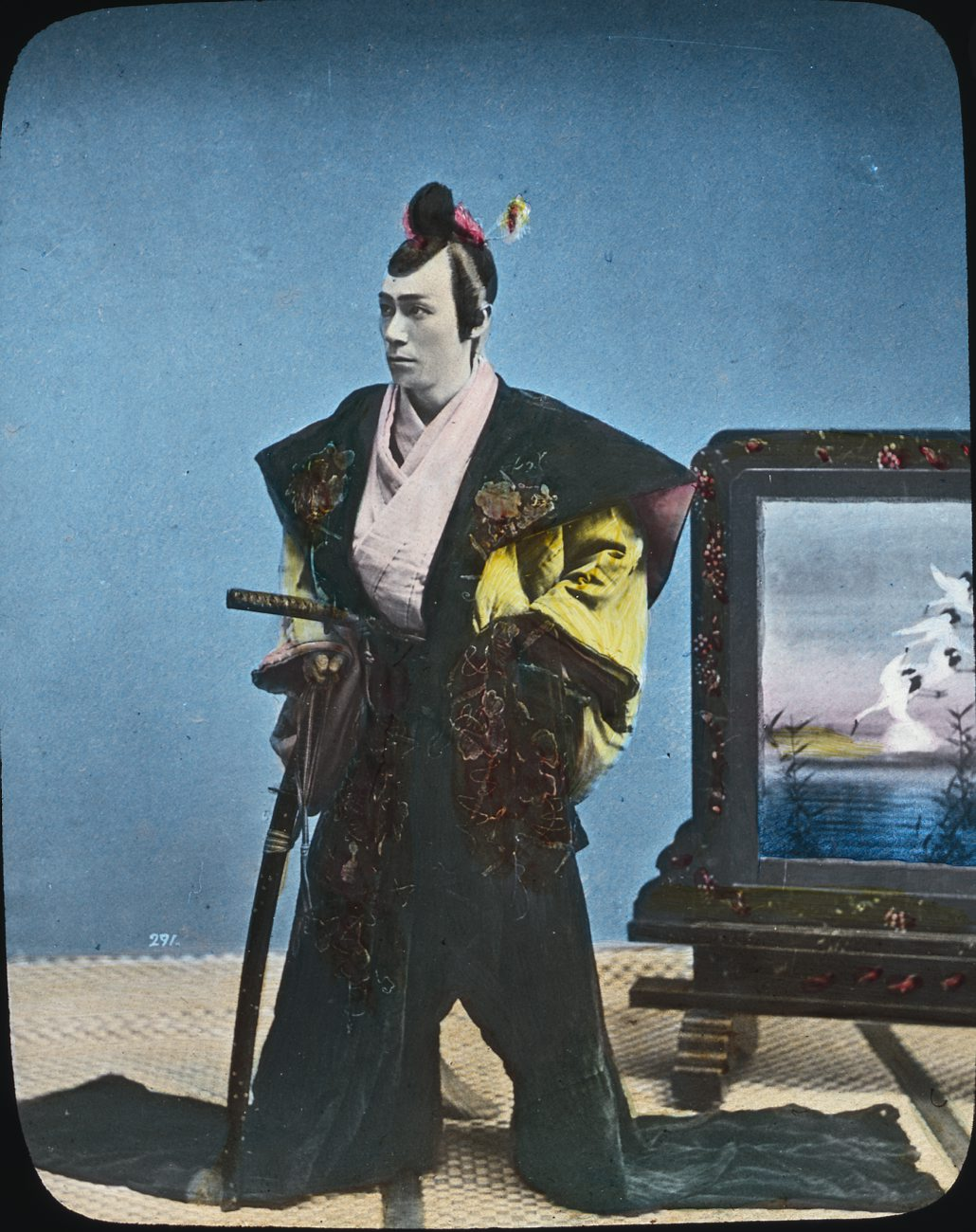
Samurai als Inspiration für die Jedi
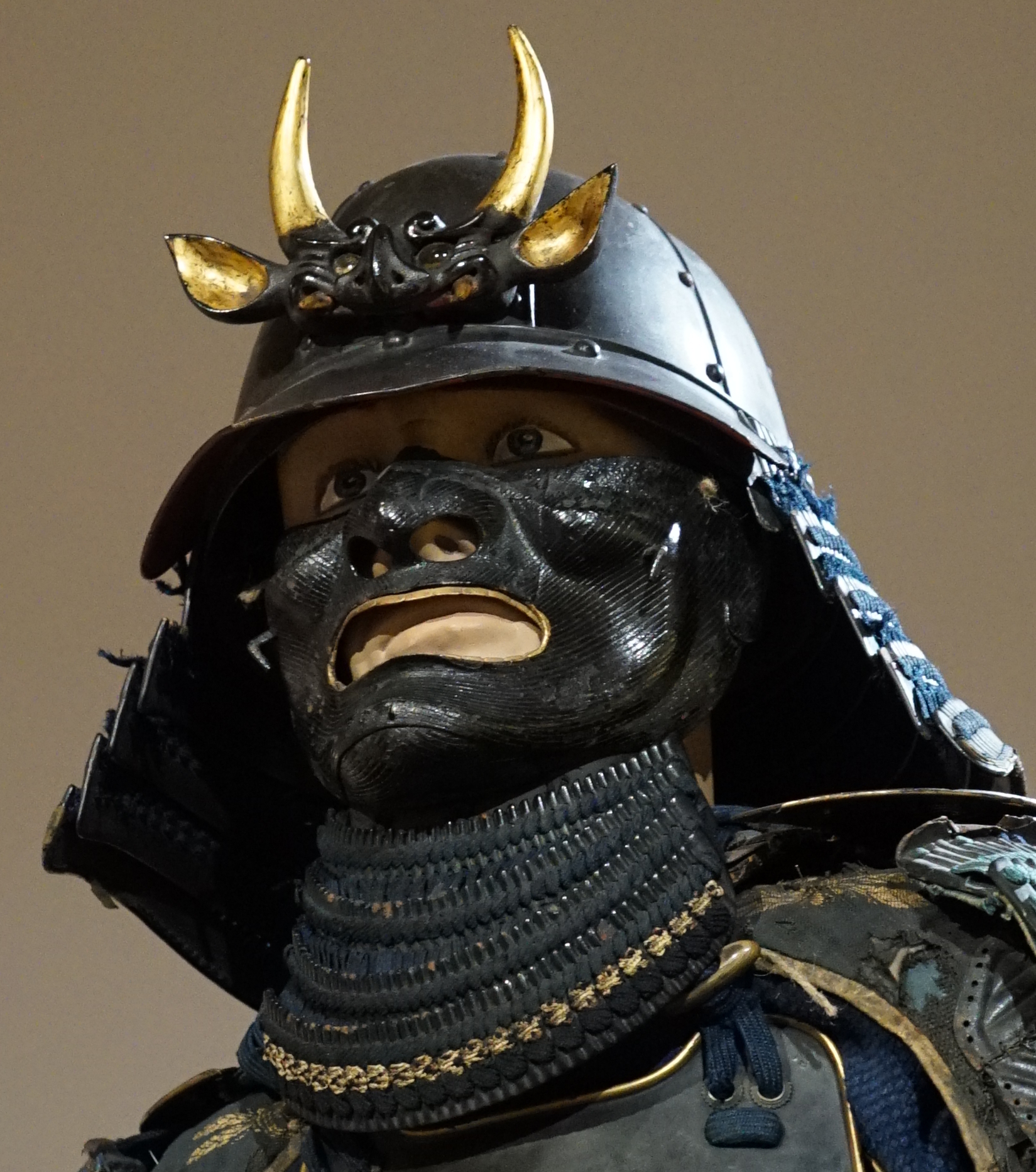
Kabuto als Inspiration für Darth Vaders Helm

Daneben spielten aber auch andere historische Staaten eine Vorbildrolle: So etwa die Römische Republik, die ebenfalls durch den Machtmissbrauch eines Imperators in ein Imperium / Kaiserreich umgebaut wurde, oder die Konföderierten Staaten, die durch ihre Sezession von den USA – genau wie die „Konföderation“ in Star Wars – ebenfalls einen Bürgerkrieg auslösten.
Zudem ist das Imperium auch eine Anspielung auf das British Empire, was sich insbesondere in dessen kolonialer bis imperialistischer Unterdrückung fremder Welten zeigt. Wetmore etwa verglich die Filme diesbezüglich auch mit den Theorien von Frantz Fanon, eines Schriftstellers, der sich für die Entkolonisierung einsetzte. Eine imperialistische Ideologie werde am Gebrauch von Ausdrücken wie Die Rebellion oder Das Imperium deutlich oder daran, dass Gouverneur Tarkin den Todesstern so benutzt, wie die Kolonialmächte in Afrika und Asien einst ihre Militärmacht dazu einsetzten, die Einheimischen „linientreu“ zu halten. Der US-Politikwissenschaftler Christopher Deis meinte, dass das Galaktische Imperium als eine Metapher für die koloniale und imperiale Ära diene, in der europäische Nationalstaaten Asien, Afrika und Amerika dominierten. Das Galaktische Imperium sei ein Racial State (deutsch etwa: ein rassis(tis)cher Staat), der durch seine externen und internen Regeln von Xenophobie, Diskriminierung, Ghettoisierung und in extremen Fällen auch Genozid gegenüber Außerirdischen und den Jedi versinnbildlicht werde.

Die Parallele äußert sich außerdem nicht zuletzt im britischen Akzent der imperialen Charaktere in den englischen Originalfilmen. Die meisten Rebellen haben dagegen einen US-amerikanischen Akzent (was mit unterschiedlichen Heimatplaneten erklärt wird), wodurch sich auch eine Parallele zum amerikanischen Unabhängigkeitskrieg ziehen lässt.

Embleme verschiedener Organisationen in Star Wars
Galaktische Republik
Galaktisches Imperium
Rebellen-Allianz
Erste Ordnung

### Geschlechter und Sexualität

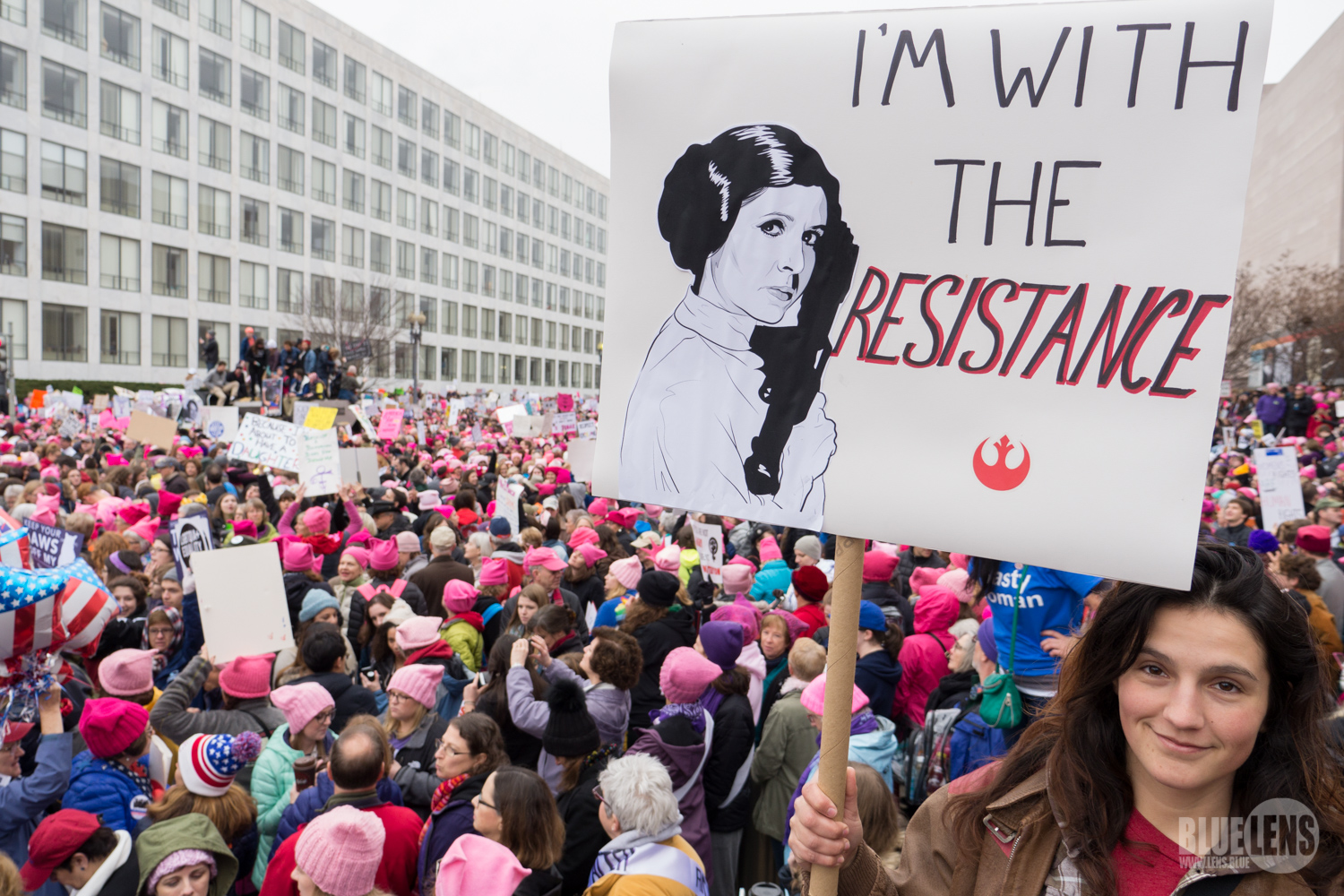
Zeichnung von Prinzessin Leia als feministisches Symbol auf einer Womens March Demonstration

Die US-Kulturwissenschaftlerin Diana Dominguez analysierte, dass sich die Figur Padmé im Laufe der Prequel-Trilogie von einer freimütigen, risikobereiten Königin hin zu einer Frau entwickele, die den Lebenswillen verliert, als ihr Mann sich von ihr abwendet. Padmé könne deshalb als „alarmierende Reflexion der komplexen, verwirrenden und widersprüchlichen Botschaften“ verstanden werden, die junge Frauen von Gesellschaft und Medien erhielten. Damit sei die Figur Padmé – im Gegensatz zu Prinzessin Leia in der Originaltrilogie – kein Vorbild für Mädchen und Frauen.
Wetmore kam zu der Überzeugung, dass weibliche Figuren in den ersten sechs Filmen wie in Märchen dargestellt würden, das heißt als reiche, attraktive junge Damen, die oft gerettet werden müssen. Damit einhergehend bemerkte er, dass es diesen Filmen nicht nur an starken weiblichen Figuren mangele, sondern auch an Sexualität: In der Original-Trilogie seien Han Solo, Leia und Lando die einzigen sexuellen Wesen; in der Prequel-Trilogie werde die Liebesbeziehung zwischen Padmé und Anakin als ausgesprochen „sexless“ (deutsch etwa: „geschlechtslos“) dargestellt. Der Mangel an Sexualität werde zudem dadurch verdeutlicht, dass den Jedi kein Sex erlaubt ist und sie den Zölibat pflegen müssten.
Im ersten Film der Sequel-Trilogie nehmen Frauen gegenüber den vorherigen beiden Trilogien eine wichtigere Rolle ein. Dies werde an der Heldin Rey deutlich, aber auch daran, dass es weitere Frauen gibt, die nicht nur als Hintergrundfiguren auftreten.

## Star Wars und Wissenschaft

Für Star Wars wurde eine eigene Schrift entwickelt: Das Aurebesh-Alphabet

Die Charaktere von Star Wars sind auch in der Wissenschaft ein Thema. Bei der Entwicklung von Figuren für Filme werden im Normalfall bewusst bestimmte Persönlichkeitseigenschaften gewählt, um diese von anderen Figuren abzugrenzen (der Klassiker: gut vs. böse). Dies macht man sich für Studien zu Nutze, um den Versuchspersonen einen Charakter-Match mit bestimmten handelnden Personen rückzumelden, verpackt in einem Quiz. Dies wird dadurch erreicht, indem die einzelnen Charaktere von Beurteilern in einer Vorstudie nach bestimmten Eigenschaften beurteilt werden (z. B. Persönlichkeit und emotionale Intelligenz). Anschließend wird auf Basis dieser Referenzwerte den Versuchspersonen ein Matchwert rückgemeldet in Form eines Prozentwertes (z. B. auf Basis der angegebenen Fragebogendaten ist ihre Persönlichkeit am ähnlichsten mit Luke Skywalker – 58 % Match). Diese Studien haben aber einen streng wissenschaftlichen Zugang, indem nur erprobte validierte Fragebögen verwendet werden, und grenzen sich stark von populärwissenschaftlichen Persönlichkeitsquizzen (sogenannten „Psychotests“) ab, wie sie in manchen Zeitschriften zu finden sind.
Studien dazu finden sich im englischsprachigen Raum, wie jene aus dem Jahr 2017, die vom Time Magazine in Zusammenarbeit mit Mitarbeitern der University of Cambridge durchgeführt wurde als auch aus dem Jahre 2019 im deutschsprachigen Raum.

## Kritik

### Einige Kritikerstimmen
Mit Krieg der Sterne startete 1977 ein Film, dem im Vorfeld wenig Chancen eingeräumt wurden, jemals seine Herstellungskosten einspielen zu können. Lucas hatte zwar mit American Graffiti bewiesen, dass er an den Kinokassen Erfolge feiern konnte, trotzdem überwog die Skepsis, insbesondere was die technische Umsetzbarkeit seiner Vorstellungen anging.
Der Erfolg des erstgedrehten Films war durchschlagend – sowohl bei den Einspielergebnissen als auch in der Art, wie er sich schlagartig im Bewusstsein der Öffentlichkeit festsetzte. Kritiker lobten den Film als herausragend. Roger Ebert von der Zeitung Chicago Sun-Times bezeichnete die Effekte des Films als hochwertig. Die Handlung sei einfach strukturiert, aber ansprechend. Vincent Canby pries den Film in der New York Times als aufwendigsten, teuersten und schönsten Film überhaupt. Hans Blumenberg kritisierte den Film in der Zeit dagegen als langweilig und emotionslos.
Der Nachfolger Das Imperium schlägt zurück wurde bei Veröffentlichung zwar positiv aufgefasst, die Wertungen fielen jedoch schwächer als beim Vorgänger aus. Im Rückblick wird der Film jedoch als der beste Star-Wars-Film gesehen. Ebert schrieb, dass Episode V die tiefgründigste Handlung habe und die Charaktere sehr gut geschrieben seien. Bob Stephens von San Francisco Examiner lobte die Dramatik des Films. Darüber hinaus bezeichnete er die Gestaltung der Umgebungen, Fahrzeuge und Kreaturen als außerordentlich gelungen. Blumenberg kritisierte, dass die Figuren erneut kaum entwickelt seien. Stattdessen konzentriere er sich zu sehr auf Spezialeffekte. Dadurch wirke der Film flach.
Die Rückkehr der Jedi-Ritter erhielt gemischte Bewertungen. Teilweise wurde er als ebenso gelungen wie seine Vorgänger bewertet, andere bezeichneten ihn dagegen als schwach. Patrick Gibbs vom Daily Telegraph kritisierte lächerliche Dialoge. Vincent Canby bemängelte, dass der Handlungsstrang verworren und Schlachtsequenzen unübersichtlich seien.
Die Episoden I bis III wurden allgemein als schlechter aufgefasst als die früheren Filme. Zu der ersten Episode schrieb Kenneth Turan von der Los Angeles Times, dass es den Dialogen an Witz fehle. Die schauspielerische Leistung reiche nicht an das Niveau der ersten Trilogie heran. Auch sei der Film insgesamt zu kindisch gehalten. Desson Howe beschrieb die Figuren als unglaubwürdig. Sie reichen nicht an die Charaktere aus den früheren Filmen heran. Gelungen seien dagegen die Spezialeffekte. Dem schloss sich auch Bob Graham von der Zeitung San Francisco Chronicle an. Er lobte die hohe Qualität der visuellen Effekte, die sich in belebten Sets mit vielfältigen Kreaturen zeige. Die Hauptfiguren wirken dagegen unaufregend.
Angriff der Klonkrieger sei laut Ebert überwiegend eintönig und die Liebesgeschichte zwischen Anakin und Padme zu lang und wenig überzeugend. Der Filmkritiker Anthony Scott schrieb in der New York Times, dass der Film technisch ein Meilenstein mit herausragenden Schlachten sei. Jedoch erreiche der Film trotz seiner Effekte nicht die Kreativität und den Charme der alten Trilogie. Carsten Baumgardt vom Online-Magazin Filmstarts lobte dagegen die Verbesserung des Films gegenüber seinem Vorgänger, auch wenn der Film stellenweise zu langatmig wirke.
An Rache der Sith kritisierte Peter Bradshaw vom Guardian die mäßige Darstellerleistung und das schlechte Skript. Carsten Baumgardt bezeichnete die häufige Verwendung von CGI-Effekten als übertrieben, zu deutlich wirke der Film oft wie eine reine Materialschlacht. Überzeugend seien dagegen die Darsteller, deren Leistung gemessen an den Episoden I und II am besten gewesen sei. Dietmar Dath von der Frankfurter Allgemeinen Zeitung lobte, dass Lucas bei der Produktion der dritten Episode aus der Kritik an den Vorgängern gelernt und einen gelungenen Abschluss der neuen Trilogie geschaffen habe.
Die Sequel-Trilogie erhielt von Kritikern überwiegend positive Rezeption. Robbie Collin vom Daily Telegraph lobte Das Erwachen der Macht und beschrieb, dass der Film eine aufregende Geschichte mit gut gestalteten Figuren erzähle. Er knüpfe damit an die Qualitäten der Original-Trilogie an. Laut Tom Long von Detroit News fange er den Geist der alten Filme wieder ein und leide nicht unter den Fehlern, die bei der Produktion der Prequel-Trilogie gemacht wurden. Es bestünden zwar große Ähnlichkeiten zu Episode IV, dies wirke jedoch nicht störend.
Auch Die letzten Jedi wurde von Kritiken sehr positiv aufgenommen. Matt Zoller Seitz von RogerEbert.com lobte die mit der Handlung verbundenen Überraschungen und Risiken. Der Film funktioniere gut als ein ernstes Abenteuer voller leidenschaftlicher Helden und Bösewichte und eine Meditation darüber, ob man die Geschichten und Symbole der Vergangenheit replizieren oder ablehnen sollte. Peter Travers vom Rolling Stone hob vor allem die Besetzung und die Regie positiv hervor. Außerdem zähle der Film zu den besten Star Wars-Epen, indem er den Weg zu einer nächsten Generation von Skywalkern weise. Alex Leadbeater von Screen Rant lobte vor allem die unvorhersehbare Handlung und beschrieb den Tod von Snoke als den besten Film-Twist seit Jahren. Auch Star-Wars-Schöpfer George Lucas stand dem Film positiver als Das Erwachen der Macht gegenüber und betitelte ihn als „wunderschön“. Richard Brody von The New Yorker kritisierte, dass der Film zu „ausgebügelt, abgeflacht und gereinigt“ wirke. Owen Gleiberman von Variety bemängelte, dass Die letzten Jedi versuche, durch eine Stimmung und ein dunkles Design, das an Das Imperium schlägt zurück erinnere, eine Nähe zur alten Trilogie aufzubauen.
Der Aufstieg Skywalkers erhielt gemischte Kritiken. Michael Phillips von Chicago Tribune schrieb, dass der Film es schaffe das Trio der 1977 begonnenen Trilogien auf eine selbstbewusste, beruhigend vorhersehbare Weise zusammenzufassen und alles, was filmisch möglich ist, tue, um die traditionsbewussten Quadranten des Star Wars-Fans nicht zu verärgern. Owen Gleiberman of Variety beschrieb den Film als das eleganteste, emotional abgerundete und erfreulichste Star Wars-Abenteuer seit den glorreichen Tagen von Krieg der Sterne und Das Imperium schlägt zurück. Mick LaSalle von San Francisco Chronicle hingegen nannte den Film eine Enttäuschung und schrieb, dass man mittelmäßige 110 Minuten durchhalten müsse, bis man zu einer starken halben Stunde komme. Scott Mendelson von Forbes kritisierte die Umgestaltung der Handlung von The Last Jedi.
Ein wiederkehrender Kritikpunkt sowohl von Seiten der Kritiker, als auch von Seiten des Publikums ist die Planung der übergreifenden Geschichte der Trilogie, die nicht ausreichend und die Visionen der Regisseure inkonsistent und widersprüchlich wirke. Diese Kritik richtet sich insbesondere gegen kreative Freiheit Johnsons, der viele von Abrams Entscheidungen kontrovers behandelt oder ignoriert hätte. Auch Abrams hätte sich bei Der Aufstieg Skywalkers dafür entschieden, weiter von den in The Last Jedi angesprochenen Handlungspunkten abzuweichen, um seine eigenen noch nicht angedeuteten Handlungsstränge in den Vordergrund zu stellen. Entkräftet werden diese Kritikpunkte teils von Berichten früherer Meetings zwischen unter anderem Disney, den Regisseuren, George Lucas und Dave Filoni, bei denen Themen wie das Untertauchen Luke Skywalkers, die Rückkehr Palpatines und die Herkunft Reys diskutiert wurden. Auch die kreative Kontrolle von Seiten Lucasfilms wurde mehrfach bestätigt, wodurch es unter anderem zu Ablehnungen von Skripts und Entlassungen von Regisseuren kam.

### Darstellung von Spezies und Rassen
Ein vielfach aufgegriffenes Thema der Kritik an den Star-Wars-Filmen ist die Darstellung von Arten, Rassen und ethnischen Minderheiten.
Der US-Historiker Andrew Howe fasste zusammen, dass es der Originaltrilogie an menschlichen, ethnischen Minderheiten mangele und dass hauptsächlich Weiße das Star-Wars-Universum bewohnten. Galaktisches Imperium und Rebellenallianz seien, abgesehen von einigen multikulturellen Elementen, weitgehend weiß. Bei den ethnischen Minderheiten in der Trilogie handele es sich meist um Außerirdische und Droiden. Problematisch sei neben der Darstellung der Tusken-Räuber, dass durch die Figur Darth Vader das Schwarzsein mit dem Teufel gleichgesetzt werde.
Kevin J. Wetmore, Autor des Buchs The Empire Triumphant – Race, Religion and Rebellion in the Star Wars Films, meinte, dass die ersten beiden Trilogien einen reduktionistischen Ansatz bei der Darstellung anderer Planeten, Spezies und Kulturen verfolgen. Alle Wesen eines einzelnen Planeten würden, unabhängig von ihren geografischen, religiösen, politischen, wirtschaftlichen, philosophischen und kulturellen Unterschieden, als symbolisch für alle Individuen dieser Welt dargestellt. Auf den Planeten gebe es nur homogene Gruppen; Unterschiede zwischen verschiedenen Angehörigen derselben Spezies seien ausgelöscht, sofern es sich nicht um Menschen handele.
Am ersten Star-Wars-Film Eine neue Hoffnung wurde das Fehlen von Schwarzen kritisiert. Als Reaktion auf diese Kritik wurde die Figur Lando Calrissian, die erstmals im zweiten Film Das Imperium schlägt zurück auftritt, mit einem dunkelhäutigen Schauspieler besetzt. Lando Calrissian wurde dafür kritisiert, dass er – etwa wegen seiner flirt-ähnlichen Begrüßung von Prinzessin Leia – als hypersexuelle Figur porträtiert werde.
Ein wesentlicher negativer Kritikpunkt an der Prequel-Trilogie, der sowohl von der Presse als auch von Fans geäußert wurde, ist die computergenerierte Figur Jar Jar Binks, welche zur amphibischen Spezies der Gungans gehört und in der englischen Originalfassung von dem Schwarzen Ahmed Best gesprochen wurde. Kritiker beurteilten Binks als stereotypisch und rassistisch dargestellt. Entsprechend der Meinung mehrerer Kritiker sei Binks’ Art zu sprechen stereotypisch für karibische Figuren. In der ganzen Trilogie würden Schwarze auf die – so Wetmore – „Clownfigur“ Binks sowie den Diener Panaka und den „nutzlosen“ Mace Windu reduziert.
Der erste Film der Prequel-Trilogie Die dunkle Bedrohung wurde in besonderem Maße kritisiert; vor allem bei der Darstellung von Binks und den Neimoidianern würden, so etwa die New York Times, rassische Stereotype deutlich. Der Meinung schloss sich auch der Journalist John Leo in der konservativen Washington Times an. Drei andere Autoren dieser Zeitung verteidigten Lucas aber gegen die Kritik. Einer von ihnen, der Publizist und frühere Vize-Finanzminister Paul Craig Roberts, meinte dabei, dass es sich bei der Kritik um eine Reaktion von liberaler Seite auf einen konservativen Film handele.
Howe hob hervor, dass es in der Prequel-Trilogie auch etliche positive Beispiele für die Darstellung von ethnischen Minderheiten gebe. Der Planet Tatooine werde als recht kosmopolitisch dargestellt, mit den Sith seien die Hauptschurken im Wesentlichen weiß und etliche polynesische Schauspieler wie Temuera Morrison spielten wichtige Rollen. Des Weiteren bemerkte Howe, dass Wetmore „üblicherweise“ etwas schnell darin sei, bezüglich der Star-Wars-Aliens Rassismus „zu schreien“.

## Auszeichnungen
Die Star-Wars-Filme erhielten zahlreiche Auszeichnungen. Die meisten Preise erhielt dabei Krieg der Sterne. Die neun Kinofilme wurden insgesamt 37-mal in den verschiedensten Kategorien für den Oscar nominiert, unter anderem für den besten Film, die Regie, Nebendarsteller und die Filmmusik. Die Filmreihe gewann sieben Oscars, sechs davon entfielen auf die Episode IV und ein Oscar für Episode V. Zudem erhielt die Klassische Trilogie drei Ehrenoscars.
Drei Oscars für die Filmreihe sind Sonder-Oscars. Episode IV erhielt den Sonder-Oscar für die Stimmen der Aliens und Droiden. Die beiden Nachfolger erhielten die Sonderauszeichnung für ihre besonders hochwertigen visuellen Effekte.
Darüber hinaus gewannen die Filme zahlreiche weitere Auszeichnungen, etwa People’s Choice Awards oder Saturn Awards. Von letzteren erhielt Episode IV allein 13. Die Filmmusik brachte dem Komponisten John Williams neben einem Oscar unter anderem sechs Grammys, zwei BAFTA Awards und einen Golden Globe ein. In einer am 23. September 2005 vom American Film Institute veröffentlichten Liste der besten Filmmusiken aller Zeiten („100 Years of Film Scores“), basierend auf der Bewertung einer Jury, der über 500 Künstler, Komponisten, Musiker, Kritiker und Historiker der Filmindustrie angehörten, erreichte die Filmmusik von Krieg der Sterne den ersten Platz. Als Werk wurde Star Wars 2020 in die Science Fiction Hall of Fame aufgenommen.
| Kategorie                           | Episoden & Ableger | Episoden & Ableger | Episoden & Ableger | Episoden & Ableger | Episoden & Ableger | Episoden & Ableger | Episoden & Ableger | Episoden & Ableger | Episoden & Ableger | Episoden & Ableger | Episoden & Ableger |
| Kategorie                           | I                  | II                 | III                | Solo               | RO                 | IV                 | V                  | VI                 | VII                | VIII               | IX                 |
| ----------------------------------- | ------------------ | ------------------ | ------------------ | ------------------ | ------------------ | ------------------ | ------------------ | ------------------ | ------------------ | ------------------ | ------------------ |
| Bester Film                         |                    |                    |                    |                    |                    | Nominiert          |                    |                    |                    |                    |                    |
| Beste Filmmusik                     |                    |                    |                    |                    |                    | Gewonnen           | Nominiert          | Nominiert          | Nominiert          | Nominiert          | Nominiert          |
| Bestes Szenenbild                   |                    |                    |                    |                    |                    | Gewonnen           | Nominiert          | Nominiert          |                    |                    |                    |
| Beste Regie                         |                    |                    |                    |                    |                    | Nominiert          |                    |                    |                    |                    |                    |
| Bester Schnitt                      |                    |                    |                    |                    |                    | Gewonnen           |                    |                    | Nominiert          |                    |                    |
| Bestes Make-up und beste Frisuren   |                    |                    | Nominiert          |                    |                    |                    |                    |                    |                    |                    |                    |
| Bester Nebendarsteller              |                    |                    |                    |                    |                    | Nominiert          |                    |                    |                    |                    |                    |
| Bestes Kostümdesign                 |                    |                    |                    |                    |                    | Gewonnen           |                    |                    |                    |                    |                    |
| Bestes Originaldrehbuch             |                    |                    |                    |                    |                    | Nominiert          |                    |                    |                    |                    |                    |
| Bester Tonschnitt                   | Nominiert          |                    |                    |                    | Nominiert          |                    |                    | Nominiert          | Nominiert          | Nominiert          | Nominiert          |
| Bester Ton                          | Nominiert          |                    |                    |                    |                    | Gewonnen           | Gewonnen           | Nominiert          | Nominiert          | Nominiert          |                    |
| Beste visuelle Effekte              | Nominiert          | Nominiert          |                    | Nominiert          | Nominiert          | Gewonnen           |                    |                    | Nominiert          | Nominiert          | Nominiert          |
| Ehrenoscar für besondere Leistungen |                    |                    |                    |                    |                    | Verliehen          | Verliehen          | Verliehen          |                    |                    |                    |

## Kommerzieller Erfolg
Die bisher veröffentlichten elf Filme, die zu den drei Filmtrilogien und Ablegern von Star Wars gehören, spielten bisher mehr als neun Milliarden US-Dollar ein. Sieben der Filme stehen in den Top 100 der finanziell erfolgreichsten Filme. So befindet sich Eine neue Hoffnung auf Platz 117 (Stand: 19. April 2025), Die dunkle Bedrohung auf Platz 49 (Stand: 19. April 2025), Die Rache der Sith auf Platz 94 (Stand: 19. April 2025), Das Erwachen der Macht auf Platz 5 (Stand: 19. April 2025), Rogue One: A Star Wars Story auf Platz 47 (Stand: 19. April 2025), Die letzten Jedi auf Platz 23 (Stand: 19. April 2025) und Der Aufstieg Skywalkers auf Platz 42 (Stand: 19. April 2025).
Im Jahr 2005 schätzte die Zeitschrift Forbes die durch Star-Wars-Merchandising bis dahin erwirtschafteten Einnahmen auf circa 20 Milliarden US-Dollar und bezeichnete Star Wars dabei als das finanziell erfolgreichste Filmprojekt aller Zeiten. Die Einnahmen aus der Lizenzierung der Marke Star Wars erhöhten sich 2012 auf etwa 27 Milliarden US-Dollar, von denen George Lucas bis zum Verkauf der Lizenzrechte an Disney circa drei Milliarden erhielt. Das Fortune Magazine schätzte den Gesamterlös, der mit der Marke Star Wars erzielt wurde, auf bis zu 42 Milliarden US-Dollar. Andere Schätzungen kamen auf ähnliche Ergebnisse. Die größten Posten stellten dabei die Spielzeuge und die Einspielergebnisse dar.
Star Wars trug maßgeblich dazu bei, dass 20th Century Fox sich zu einem der bedeutendsten Filmstudios der Vereinigten Staaten entwickelte.
| Jahr | Film                         | Budget                 | Einspielergebnis       | Einspielergebnis       | Einspielergebnis       | Kinobesucher | Kinobesucher | Kinobesucher |
| Jahr | Film                         | Budget                 | USA & Kanada           | D                      | Welt                   | D            | Europa       | USA & Kanada |
| ---- | ---------------------------- | ---------------------- | ---------------------- | ---------------------- | ---------------------- | ------------ | ------------ | ------------ |
| 1977 | Eine neue Hoffnung           | 011                    | 461                    |                        | 0775                   | 8            |              |              |
| 1980 | Das Imperium schlägt zurück  | 023                    | 290                    |                        | 0548                   | 5,05         |              |              |
| 1983 | Die Rückkehr der Jedi-Ritter | 033                    | 309                    |                        | 0475                   | 5,05         |              |              |
| 1999 | Die dunkle Bedrohung         | 115                    | 475                    | 054                    | 1027                   | 8,9          | 48,4         | 84,7         |
| 2002 | Angriff der Klonkrieger      | 115                    | 311                    | 035                    | 0657                   | 5,5          | 31,7         | 53,5         |
| 2005 | Die Rache der Sith           | 115                    | 380                    | 047                    | 0849                   | 5,6          | 33           | 59,3         |
| 2008 | Star Wars: The Clone Wars    | 009                    | 035                    |                        | 0069                   |              |              |              |
| 2015 | Das Erwachen der Macht       | 306                    | 937                    | 110                    | 2068                   | 9            | 63,2         |              |
| 2016 | Rogue One: A Star Wars Story | 200                    | 532                    | 46,6                   | 1056                   | 4            | 29,9         |              |
| 2017 | Die letzten Jedi             | 200                    | 620                    | 83                     | 1333                   | 5,9          |              |              |
| 2018 | Solo: A Star Wars Story      | 275                    | 214                    | 16,7                   | 0393                   | 1,3          |              |              |
| 2019 | Der Aufstieg Skywalkers      | 275                    | 515                    | 66,8                   | 1073                   | 5,2          |              |              |
|      |                              | in Millionen US-Dollar | in Millionen US-Dollar | in Millionen US-Dollar | in Millionen US-Dollar | in Millionen | in Millionen | in Millionen |

## Mediale und kulturelle Wirkung
Zu Star Wars erschienen mehrere Parodien und Hommagen, die einzelne Episoden wie auch die Merchandising-Produkte aufgreifen. Eine prominente Parodie ist Spaceballs von Mel Brooks aus dem Jahr 1987, die auf viele Elemente aus Star Wars, etwa Figuren, die Macht und das Merchandising anspielt. Auf das Merchandising zu Star Wars geht ebenfalls der Film Fanboys ein, der von vier Freunden handelt, die auf der Skywalker Ranch einbrechen wollen. (T)Raumschiff Surprise – Periode 1 spielt auf einige Star-Wars-Figuren an. Der Film Männer, die auf Ziegen starren greift ebenfalls einzelne Elemente aus Star Wars auf, etwa die Existenz der Macht und den Orden der Jedi. In der Cartoonserie Family Guy erzählen die Filme Blue Harvest, Irgendwo, Irgendwie, Irgendwann auf der dunklen Seite und Es ist eine Falle! die Star-Wars-Episoden Eine neue Hoffnung, Das Imperium schlägt zurück und Die Rückkehr der Jedi-Ritter nach. Die Animationsfernsehserie Robot Chicken parodiert ebenfalls in mehreren Folgen die Star-Wars-Filme.
Das in den USA während der Amtszeit von Ronald Reagan geplante Projekt eines Abwehrschirms gegen Interkontinentalraketen, die Strategic Defense Initiative, wurde wegen ihrer weltraumgestützten Waffensysteme in Anlehnung an Krieg der Sterne von den meisten Medien als Star-Wars-Projekt bezeichnet. Diese Bezeichnung ging auf eine Aussage des Senators Edward Kennedy zurück, der das Projekt für eine illusorische Fantasie hielt. Eine Fernsehansprache, in der Reagan 1983 das SDI-Programm ankündigte, wurde weithin als „Star Wars-Rede“ bekannt.
2001 gaben in mehreren Volkszählungen in englischsprachigen Ländern, darunter England, Wales, Australien, Kanada und Neuseeland einige Tausend Bürger den Jediismus als ihre Religion an. In England und Wales bekannten sich rund 390.000 Bürger zum Jediismus, in Australien über 70.000, in Kanada über 21.000 und in Neuseeland über 53.000. Der Jediismus versteht sich als synkretistische Weltanschauung, die sich an den Jedi aus Star Wars orientiert.
Am 1. Mai 2007 erklärte die Stadt Los Angeles den 25. Mai zum Star Wars Day. Der 25. Mai 1977 war der Tag, an dem der erste Star-Wars-Film in den USA seine Kinopremiere hatte. Zudem wird der 4. Mai von vielen Fans wegen eines Wortwitzes als „Star Wars Day“ betrachtet: Die englische Aussprache des Datums („May, the fourth“) hört sich ähnlich an wie der Anfang des Satzes „Möge die Macht mit dir sein“ („May the force be with you“), der häufig in den Filmen vorkommt.
Seit 2002 unterstützen LucasFilm und Atomfilms die Star Wars Fan Film Awards, einen jährlich stattfindenden Filmwettbewerb, bei dem Star-Wars-Fans selbst erstellte Kurzfilme vorstellen.
In dem Actionfilm Machete Kills des Regisseurs Robert Rodriguez von 2013 kommen einige Zitate in Bezug auf Star Wars vor, etwa Laser-Schwerter, Fahrzeuge und der Karbonit-Block des eingefrorenen Han Solo.

### Bezugnahme und Referenzen in der deutschen Politik
Seit den 2000er Jahren beziehen sich deutsche Politiker verstärkt auf Elemente aus der Star-Wars-Mythologie. Ab 2007 bezeichnete sich eine Gruppe von vier jungen Unionspolitikern, die sich im Berliner Café Einstein traf, die sogenannte Einsteinconnection, informell als „schwarze Jedi-Ritter“: Philipp Mißfelder, Stefan Mappus, Hendrik Wüst und Markus Söder. Die Bezeichnung stammt von Söder, der sich als Fan von Star Wars und Star Trek bezeichnet und nach eigenen Angaben eine umfangreiche Sammlung von Lichtschwertern besitzt. Während seiner Zeit als CSU-Vorsitzender und als bayrischer Ministerpräsident verwendete Söder bei Videokonferenzen häufig Tassen mit Motiven. 2020 kritisierte Söder seine Annäherung an die AfD im Jahr 2018 mit der Formulierung, es sei der Eindruck entstanden, die CSU würde „auf die dunklen Seite der Macht kippen“. Im Wahlkampf zur Bundestagswahl 2021 sagte er: „Möge die Macht mit uns sein“. Die CSU-Politiker Dorothee Bär und Andreas Scheuer posierten 2019 bei der Verleihung des Deutschen Computerspielpreises mit Star-Wars-Kostümen. Auch der CDU-Politiker Peter Tauber äußerte sich zu seiner Vorliebe für Star Wars und stellte in seinem Büro als Generalsekretär Figuren auf. Bei seiner Verabschiedung als Staatssekretär im Verteidigungsministerium im Oktober 2021 wurde vom Musikkorps der Bundeswehr Filmmusik aus Star Wars gespielt und mit einem Laserschwert dirigiert.

## Erweitertes Universum

### Übersicht
Unter dem Begriff Erweitertes Universum (engl. Expanded Universe) werden im Star-Wars-Kontext alle lizenzierten Star-Wars-Materialien außerhalb der Filmtrilogien gefasst. Das erweiterte Universum beinhaltet Bücher, Comic-Hefte, Spiele und andere Medien, die die Geschichten, die in den Filmen erzählt werden, erweitern. Die einzelnen Geschichten spielen in einer Zeit bis zu 25.000 Jahre vor Episode I und bis zu 140 Jahre nach Episode VI.
Die Erweiterung des Star-Wars-Universums begann im Januar 1978 mit den Marvel Comics Star Wars #7 und mit Alan Dean Fosters Roman Splinter of the Mind’s Eye (Die neuen Abenteuer des Luke Skywalker, später betitelt als Skywalkers Rückkehr). Nachdem die frühe Entwicklung aufgrund der geringen Menge an offiziellem Material eher sporadisch und unkoordiniert verlaufen war, erfolgte ein großer Schritt beim Ausbau des Erweiterten Universums 1987 durch die Veröffentlichung des Star-Wars-Rollenspiels durch West End Games. Damit die Spieler des Rollenspiels neue Abenteuer schaffen konnten, entwickelte West End Games eine große Menge an ergänzendem Material, das das Star-Wars-Universum um Details erweiterte.
Die Stellung des erweiterten Universums änderte sich mit der Übernahme durch Disney. Ende April 2014 gab Disney bekannt, dass das erweiterte Universum nicht mehr zum offiziellen Kanon gehöre und unabhängig unter dem Sammelnamen Legends fortbestehe. Zum Star-Wars-Kanon gehören fortan die Filme, die Serien Star Wars Rebels und Star Wars: The Clone Wars sowie alle neu erscheinenden Star-Wars-Medien. Damit gab sich Disney einen größeren kreativen Spielraum bei der Produktion neuer Filme. Zukünftige Star-Wars-Neuerscheinungen werden in Kooperation mit der sogenannten Lucasfilm Story Group erarbeitet, um die Kontinuität zwischen den Werken zu wahren.
2015 beschäftigte sich ein Star-Wars-Fan und Forscher der École polytechnique in Lausanne mit den Charakteren aller Episoden, Bücher und Spiele. Er katalogisierte sie und setzte sie mit Mitteln der Graphentheorie in Beziehung. In der Menge aller Medien gibt es im Star-Wars-Universum demnach 20.000 Charaktere, die in 640 Gesellschaften existieren. Davon spielen 7.500 eine wesentliche Rolle, insbesondere 1.367 Jedi und 724 Sith. Der Zeitrahmen erstreckt sich über 36.000 Jahre, die sich in sechs Perioden unterteilen: „Before Republic“, „Old Republic“, „Empire“, „Rebellion“, „New Republic“ und die „Jedi-Ordnung“. Nahezu 80 % der Populationen der Galaxien sind menschlich.
Seit 2020 wird Die Hohe Republik veröffentlicht, eine Reihe von Büchern, Kurzgeschichten und Comics, die aufeinander aufbauen und einander beeinflussen.

### A-Star-Wars-Story-Filme
2015 kündigte Disney die Produktion mehrerer Ableger-Kinofilme an, die unter der Bezeichnung Anthology zusammengefasst werden. Diese Filme beleuchten Einzelfiguren und Ereignisse aus den Episoden näher. Die Bezeichnung Anthology wurde jedoch kurze Zeit später fallen gelassen. Stattdessen erhielten die Filmtitel das Suffix A Star Wars Story. Der erste Film dieser Reihe, Rogue One: A Star Wars Story, startete in Deutschland am 15. Dezember 2016 und spielt unmittelbar vor Episode IV; Regie führte Gareth Edwards. Solo: A Star Wars Story erschien im Mai 2018. Ein weiterer Film dieser Reihe war zunächst für 2020 vorgesehen. Später entschied man sich jedoch dazu, nach Der Aufstieg Skywalkers eine Pause bei den Spielfilmen einzulegen. Die Handlungen der Ableger sind Teil des offiziellen Kanon.
| Jahr | Titel                        | Regie          | Drehbuch                     | Produzent                                          | Kanon |
| ---- | ---------------------------- | -------------- | ---------------------------- | -------------------------------------------------- | ----- |
| 2016 | Rogue One: A Star Wars Story | Gareth Edwards | Chris Weitz & Tony Gilroy    | Kathleen Kennedy, Allison Shearmur & Simon Emanuel | ja    |
| 2018 | Solo: A Star Wars Story      | Ron Howard     | Lawrence Kasdan & Jon Kasdan | Kathleen Kennedy, Allison Shearmur & Simon Emanuel | ja    |

### Angekündigte Kinofilme
| Titel                              | Erscheinungsdatum | Regie                 | Drehbuch                               | Story                                  | Produzent                                     |
| ---------------------------------- | ----------------- | --------------------- | -------------------------------------- | -------------------------------------- | --------------------------------------------- |
| The Mandalorian & Grogu            | 21. Mai 2026      | Jon Favreau           | Jon Favreau und Dave Filoni            | Jon Favreau und Dave Filoni            | Jon Favreau, Dave Filoni und Kathleen Kennedy |
| Star Wars: Starfighter             | 28. Mai 2027      | Shawn Levy            | Jonathan Tropper                       | Jonathan Tropper                       | Kathleen Kennedy                              |
| Unbetitelter Neue-Republik-Film    | TBA               | Dave Filoni           | Dave Filoni                            | Dave Filoni                            | Dave Filoni und Kathleen Kennedy              |
| Unbetitelter Neuer-Jedi-Orden-Film | TBA               | Sharmeen Obaid-Chinoy | Steve Knight                           | Steve Knight                           | Kathleen Kennedy                              |
| Star Wars: Dawn of the Jedi        | TBA               | James Mangold         | James Mangold und Beau Willimon        | James Mangold und Beau Willimon        | Kathleen Kennedy                              |
| Unbetitelter Lando-Calrissian-Film | TBA               | Stephen Glover        | Stephen Glover und Donald Glover       | Stephen Glover und Donald Glover       |                                               |
| Unbetitelter Star-Wars-Einzelfilm  | TBA               | Taika Waititi         | Taika Waititi und Krysty Wilson-Cairns | Taika Waititi und Krysty Wilson-Cairns |                                               |
| Unbetitelte Star-Wars-Trilogie     | TBA               | Rian Johnson          | Rian Johnson                           | Rian Johnson                           | Ram Bergman                                   |

#### The Mandalorian & Grogu
Im Januar 2024 wurde von Lucasfilm ein Film über den Mandalorianer Din Djarin und seinen treuen Begleiter Grogu, den Protagonisten der Serie The Mandalorian, angekündigt. Der Film wird von Jon Favreau inszeniert und setzt nach den Ereignissen aus der dritten Staffel der Serie an. Ein Kinostart ist offiziell für den 21. Mai 2026 vorgesehen. Auf der D23-Expo in Anaheim im August 2024 wurde einem internen Publikum ein erster Teaser zum Produktionsstart des Films vorgestellt; wiederkehrende bekannte Figuren sind mitunter Zeb Orrelios, einer der Hauptfiguren aus Star Wars Rebels. Ebenso wurden  Sigourney Weaver und Jeremy Allen White, der Rotta, den Sohn von Jabba dem Hutten spielen soll, für den Film verpflichtet.

#### Star Wars: Starfighter
Im April 2025 wurde im Rahmen der Star-Wars-Celebration in Japan ein weiterer neuer Film angekündigt. Mit Ryan Gosling in der Hauptrolle soll der Film unter der Regie von Shawn Levy und einem Drehbuch von Jonathan Tropper am 28. Mai 2027 in den Kinos anlaufen. Zeitlich soll der Film im Star-Wars-Universum nach den Ereignissen aus Star Wars: Der Aufstieg Skywalkers (2019), dem letzten der neun Hauptfilme ansetzen und eine neue Riege von Charakteren etablieren. Die Dreharbeiten sollen bereits im Herbst 2025 beginnen.

#### Neue-Republik-Film
Dave Filoni, welcher bereits an zahlreichen Star-Wars-Projekten mitwirkte, soll einen Film inszenieren, der in der Ära der Neuen Republik spielt, und alle Handlungsstränge und Elemente aus den Fernsehserien The Mandalorian, Ahsoka und Das Buch von Boba Fett zusammenführen und zu einem großen Abschluss bringen soll. Als führender Antagonist des Films wurde von Filoni der von Lars Mikkelsen gespielte Großadmiral Thrawn angekündigt, der erstmals in der Animationsserie Rebels, sowie auch in Ahsoka einen Auftritt hatte.

#### Lando-Calrissian-Film
Im September 2023 berichteten verschiedenen Medien darüber, dass das Projekt über die Figur des Lando Calrissian, dass im Oktober 2020 ursprünglich als Serie angekündigt wurde, nun doch als Film konzipiert werden würde. So bestätigte auch Lucasfilm dem Magazin Variety, dass sich das Projekt nun als Film Lando in Produktion befände. Als Hauptdarsteller soll Donald Glover zu sehen sein, der die Rolle des Schmugglers bereits in Solo: A Star Wars Story (2018) gespielt hatte. Glover soll des Weiteren ebenso gemeinsam mit seinem Bruder Stephen Glover am Drehbuch beteiligt sein, nachdem ursprünglich Justin Simien dem Projekt anvertraut werden sollte.

#### Filmtrilogien
Im September 2017, einige Monate vor der Premiere von Star Wars: Die letzten Jedi (2017) wurde verkündet, dass dessen Regisseur und Autor Rian Johnson eine eigene Star-Wars-Trilogie inszenieren würde. Als Produzent wird Johnson von seinem langjährigen Freund Ram Bergman, der mit diesem bereits an Die Letzten Jedi, sowie Johnsons Filme Knives Out (2019) und Looper (2012) als Produzent zusammengearbeitet hatte. Nach allgemeinen Spekulationen im Internet, dass die Pläne für die Trilogie wieder eingestampft wurden, kündigte die Buchautorin Sariah Wilson, die kurz zuvor ein Interview mit Johnson geführt hatte, im Februar 2021 via Twitter an, dass dieser nach wie vor an der Entwicklung der Trilogie arbeiten würde.
Im November 2024 wurde bekannt, dass Simon Kinberg von Lucasfilm beauftragt wurde, eine neue Star-Wars-Trilogie zu schreiben, außerdem solle er, gemeinsam mit Kathleen Kennedy, die Produktion übernehmen.

#### Einzelfilme
Am 4. Mai 2020 gab Lucasfilm bekannt, dass Taika Waititi, der bereits das Staffelfinale der ersten Staffel von The Mandalorian inszeniert hatte, Regie bei einem eigenen Star-Wars-Film führen, und gemeinsam mit Krysty Wilson-Cairns ebenfalls am Drehbuch beteiligt sein wird.
Auf der Star-Wars-Celebration 2023 in London wurde am 7. April bekannt gegeben, dass es weitere Kinofilme geben werde. Als Regisseure wurden dabei Dave Filoni, Sharmeen Obaid-Chinoy und James Mangold, mitunter bekannt für seine Filme Logan – The Wolverine (2017), Le Mans 66 (2019) und Indiana Jones und das Rad des Schicksals (2023) bekannt gegeben. Genaue Startdaten wurden bei dieser Ankündigung jedoch zunächst noch nicht genannt. Der Film von Obaid-Chinoy hingegen soll, wenn auch mit einem Zeitsprung, an die Ereignisse von Der Aufstieg Skywalkers, dem Abschluss der Hauptfilme, anknüpfen und als Hauptdarstellerin wird Daisy Ridley in ihre Paraderolle als Rey Skywalker zurückkehren. Inhaltlich soll der Film den Wiederaufbau des Jedi-Ordens durch Rey behandeln. Mangolds Film soll ein Epos, dass sich die ersten Jedi und die Entstehung des Orden der Jedi als Thema nehmen soll. Mangold verkündete, sich stilistisch an Bibel-Filmepen, wie etwa Die Zehn Gebote (1956) inspirieren und annähern zu wollen.

#### Annullierte und ursprünglich geplante Projekte
Ursprünglich sollte die Filmemacherin Patty Jenkins einen eigenen Star-Wars-Film inszenieren. Jenkins’ Film sollte unter dem Namen Rogue Squadron im Stile von Top Gun die von Luke Skywalker gegründete X-Flügler-Staffel der Rebellion im Fokus haben. Im September 2022 wurde jedoch bekannt, dass der Film, nachdem der zunächst geplante Erscheinungstermin im Dezember 2023 auf unbegrenzte Zeit nochmals verschoben worden war, von der offiziellen Liste der künftigen Disney-Veröffentlichungen genommen wurde. Laut dem Magazin IGN befinde sich das Projekt nun nicht mehr in aktiver Entwicklung. Jenkins ließ Ende 2022 verlautbaren, dass sie selbst zwar noch an dem Film arbeite, jedoch nicht sicher sagen könne, ob er je noch produziert werden würde. Laut Pressemitteilungen sollte auch Filmproduzent und Regisseur Kevin Feige, der bekannt durch seine Arbeit am Marvel-Cinematic-Universe wurde, ähnlich wie Rian Johnson, eine neue Star-Wars-Trilogie inszenieren. Im November 2023 gab Feige gegenüber der Entertainment Tonight an, nicht mehr an dem Projekt zu arbeiten.

### Fernsehfilme
Im November 1978 wurde das Star Wars Holiday Special ausgestrahlt. Lucas, der an der Produktion in geringem Umfang beteiligt war, verbot auf Grund der schlechten Qualität des Holiday Specials dessen weitere Ausstrahlung und jede anderweitige Veröffentlichung.
Im November 1984 und 1985 folgten die Fernsehfilme Die Ewoks – Karawane der Tapferen (Caravan of Courage) und Kampf um Endor (Battle for Endor), die sich um Abenteuer der aus Episode VI bekannten Ewoks drehte, zeitlich jedoch vor Episode VI angesiedelt sind.
| Jahr | Deutscher Titel                   | Originaltitel                         | Einordnung ins Star-Wars-Universum                | Kanon |
| ---- | --------------------------------- | ------------------------------------- | ------------------------------------------------- | ----- |
| 1978 | keine deutsche Veröffentlichung   | The Star Wars Holiday Special         | zwischen den Episoden IV und V                    | nein  |
| 1984 | Die Ewoks – Karawane der Tapferen | Caravan of Courage: An Ewok Adventure | zwischen den Episoden V und VI, nach Die Ewoks    | nein  |
| 1985 | Kampf um Endor                    | Ewoks: The Battle for Endor           | nach Star Wars: Ewoks – Die Karawane der Tapferen | nein  |

### Serien
Das Star-Wars-Universum umfasst heute zahlreiche Fernseh-, Web-, Micro- und Anthologie-Serien. Den Anfang machten die Zeichentrickserien Freunde im All (Star Wars: Droids) und Die Ewoks, die Mitte der 1980er Jahre ausgestrahlt wurden und chronologisch kurz vor beziehungsweise parallel zur Original-Trilogie einzuordnen sind. In den 2000er Jahren folgten die Micro-Serie Clone Wars und die Animationsserie The Clone Wars, die zu Zeiten der Prequel-Trilogie spielen. In den 2010ern erschienen die Animationsserien Rebels und Resistance. Während Rebels kurz vor der Original-Trilogie spielt, ist Resistance im Zeitraum der Sequel-Trilogie angesiedelt. Vier weitere animierte Serien, die zwischen 2010 und 2020 veröffentlicht wurden, wurden als Micro-Serien (Serie mit meist drei- bis vierminütigen Episoden, die zu Werbezwecken dienen) konzipiert.
Mit Underworld sollte 2010 die erste Realserie starten, die im Star-Wars-Universum spielt. Nach mehrfachen Verschiebungen wurde auf dessen Grundlage 2017 die Serie The Mandalorian entwickelt, die 2019 exklusiv auf Disney+ startete. Für eine Veröffentlichung auf dem Dienst wurden 2020 sieben weitere Real- sowie drei weitere Animationsserien angekündigt, die ab Mai 2021 auf Disney+ erschienen.

### Romane
Das erweiterte Universum entwickelte sich maßgeblich durch die Thrawn-Trilogie des Autors Timothy Zahn weiter, die zwischen 1991 und 1993 von Bantam Dell Books erstveröffentlicht wurde. Diese Romantrilogie belebte die Fangemeinde und trug maßgeblich zur Entwicklung des Genres der Star-Wars-Literatur bei. Im amerikanischen Raum werden Star-Wars-Bücher überwiegend von Del Rey Books und Bantam Spectra vermarktet. Auf dem europäischen Markt erfolgt dies überwiegend durch die Verlage Blanvalet, Panini, Heyne und Goldmann.
In der Folge erschienen zahlreiche Romane und Romanreihen von verschiedenen Autoren, etwa Kevin J. Anderson, Jude Watson, Matthew Stover, James Luceno, Troy Denning oder Karen Traviss. Um die Kontinuität zwischen den einzelnen Werken zu wahren, wurden neue Star-Wars-Geschichten vor ihrer Veröffentlichung der Tochtergesellschaft Lucas Licensing zur Genehmigung vorgelegt.

### Comics
Das erweiterte Universum entwickelte sich auch durch Comics, es begann im Januar 1978 mit Star Wars # 7. Die Comics wurden von 1978 bis 1986 von Marvel Comics veröffentlicht. Insgesamt 107 Ausgaben, 3 Jahrbücher und die vierteilige Comic-Adaption von Die Rückkehr der Jedi-Ritter wurden von Marvel veröffentlicht. Für die Comics konnten bekannte Comic-Autoren wie Roy Thomas oder Archie Goodwin verpflichtet werden.
Im Jahr 1990 gingen die Comic-Lizenzen an Dark Horse Comics, wo bekannte Werke wie Dark Empire, Commando Repulic oder Legacy erschienen. 2015 gingen die Comic-Lizenzen nach 29 Jahren an Marvel Comics zurück.
In Deutschland erscheinen die Comics seit 1999 bei Panini.

### Videospiele
Ebenfalls erschienen zu Star Wars zahlreiche Videospiele. Lucas plante früh, Star-Wars-Medien auch für Computer zu produzieren. Er gründete dazu eine Entwicklungsgruppe unter dem Namen Games Group. Diese Gruppe entwickelte zunächst einige Spiele ohne Star-Wars-Bezug, um zu erproben, wozu die gegenwärtigen Konsolen imstande waren. Das erste Spiel der Games Group, die inzwischen zu Lucasfilm Games umbenannt wurde, erschien 1984 unter dem Titel Ballblazer. Weitere folgten in den nächsten Jahren.
In der Zwischenzeit entwickelten andere Studios in Lizenz Star-Wars-Spiele. Den Anfang machte The Empire Strikes Back, das 1982 von Parker Brothers veröffentlicht wurde. In diesem Spiel übernahm der Spieler die Rolle eines Schneegleiter-Piloten, der AT-ATs während der Schlacht von Hoth bekämpfte. Im Anschluss wurden weitere Spiele herausgegeben. Nach dem 1983 erschienenen Arcadespiel Star Wars, das als erstes Spiel Tonaufnahmen eines Spielfilms verwendete, ruhte die Entwicklung neuer Titel aufgrund des Video Game Crash. 1987 begann das britische Studio Vektor Grafix mit der Konvertierung des Arcadespiels von 1983 für 8-Bit-Heimkonsolen. Es folgten weitere Konsolentitel.
In den 1990ern begann Lucas’ Entwicklungsgruppe, mittlerweile in LucasArts umbenannt, mit der Produktion von Star-Wars-Titeln: 1993 erschienen mit X-Wing eine Flugsimulation und mit Star Wars: Rebel Assault ein Rail Shooter. Beide Titel wurden von der Fachpresse sehr gut aufgenommen. X-Wing zählt zu den meistverkauften Spielen des Jahres 1993. Zu beiden Titeln erschienen in den folgenden Jahren Nachfolger. 1995 erschien der seinerzeit ebenfalls populäre Ego-Shooter Dark Forces, das den Beginn der beliebten und erfolgreichen Computerspielserie Star Wars: Jedi Knight einläutete. Im Jahr 1996 folgte das ebenfalls von LucasArts entwickelte Star Wars: Shadows of the Empire, das zum drittmeistverkauften Spiel für Nintendo 64 wurde und im darauffolgenden Jahr für Windows erschien. Im Jahr 1999 erschien zeitgleich zur Veröffentlichung von Star Wars: Episode I – Die dunkle Bedrohung das gleichnamige Computer- und Playstationspiel. Ein Spiel, das mit 1,5 Millionen Verkäufen ebenfalls erfolgreich war, aber nicht von LucasArts (sondern von Factor 5) entwickelt wurde, war das 1998 erschienene Rogue Squadron.
In den 2000er Jahren konzentrierte sich LucasArts überwiegend auf die Tätigkeit eines Publishers und lagerte die Entwicklung an andere Studios wie BioWare, Obsidian, Pandemic oder Raven Software aus. Eine Ausnahme davon war Star Wars: The Force Unleashed, das 2008 erschien und mit über sieben Millionen verkauften Einheiten gemeinsam mit dem von Pandemic entwickelten Star Wars: Battlefront II mit über sieben Millionen verkauften Exemplaren zu den meistverkauften Star-Wars-Titeln zählt.
Mit der Übernahme der Lucas-Firmen durch Disney wurde LucasArts als Entwickler aufgelöst und dient seitdem nur noch als Lizenzgeber. Das Recht zur Entwicklung neuer Star-Wars-Titel sicherte sich Electronic Arts.
2015 erschien ein neues Videospiel zur Battlefront-Reihe als Remake des ersten Teiles namens Star Wars: Battlefront (2015). Dieses Spiel beinhaltet jedoch keine Einzelspieler-Kampagne wie die vorherigen Teile. Als 2017 die Fortsetzung Star Wars: Battlefront II (2017) erschien, bot diese eine Einzelspieler-Kampagne an, dessen Handlung zum Star-Wars-Kanon gehört und zwischen den Filmen Die Rückkehr der Jedi-Ritter und Star Wars: Das Erwachen der Macht spielt.
In Kooperation mit dem Disney-Konzern beabsichtigt Lenovo Mitte Dezember 2017 das Virtual Reality Spieleset Star Wars: Jedi Challenges auf den Markt zu bringen, bestehend aus einer Virtual Reality Brille, einem Lichtschwert und einem Peilsender.
Im Mai 2019 begann ILMxLAB, das VR-Studio von Lucasfilm, mit der Veröffentlichung der Trilogie Vader Immortal für das VR-Headset Oculus Quest und schloss diese im November 2019 ab. Die Handlung des Spiels wird dem offiziellen Kanon zugerechnet und ist zwischen den Filmen Die Rache der Sith und Rogue One angesiedelt.

### Hörspiele
Mehrere Star-Wars-Bücher, -Filme, -Serien, Comics und Videospiele wurden von unterschiedlichen Studios als Hörspiele adaptiert. Die Hörspiele zu den sechs Episoden der Original-Trilogie und der Prequel-Trilogie wurden von Oliver Döring produziert. Es wurde der originale Film-Sound verwendet. Als Erzähler kommt Joachim Kerzel zum Einsatz. Eine ähnliche Produktionsweise wählte auch Disney bei den Adaptionen zur TV-Serien Star Wars The Clone Wars und Star Wars Rebels. Der Erzählerpart wurde hier von Hanns Jürgen Krumpholz übernommen. Diese Art der Produktion, bei der es sich eher um eine TV-Serie mit Erzähler handelt, der das Geschehen auf dem Bildschirm beschreibt, wurde von Rezensenten scharf kritisiert.
Neben den eben genannten O-Ton-Hörspielen gibt es Produktionen von Oliver Döring, welche die Geschichte einiger Star-Wars-Buchserien als Hörspiele adaptieren. Labyrinth des Bösen basiert auf dem gleichnamigen Roman von James Luceno. Das dreiteilige Hörspiel erzählt die Vorgeschichte zum Film Die Rache der Sith. Ein Sequel zu Episode III stellt die vierteilige Hörspielserie Dark Lord dar. Sie erzählt die Anfänge der systematischen Jagd von Darth Vader und dem Imperium auf Jedi-Ritter, die die Order 66 überlebt haben. Auch diese Serie wurde von Oliver Döring produziert.
Weitere Hörspieladaptionen, die auf diese Art produziert wurden, sind Erben des Imperiums, Die dunkle Seite der Macht und Das letzte Kommando. All diese Geschichten zeichnen sich primär durch eine dichte Atmosphäre und den Einsatz der Sprecher aus den Kinofilmen aus. Auch der Soundtrack von John Williams wurde zur Untermalung verwendet.